# 千種区

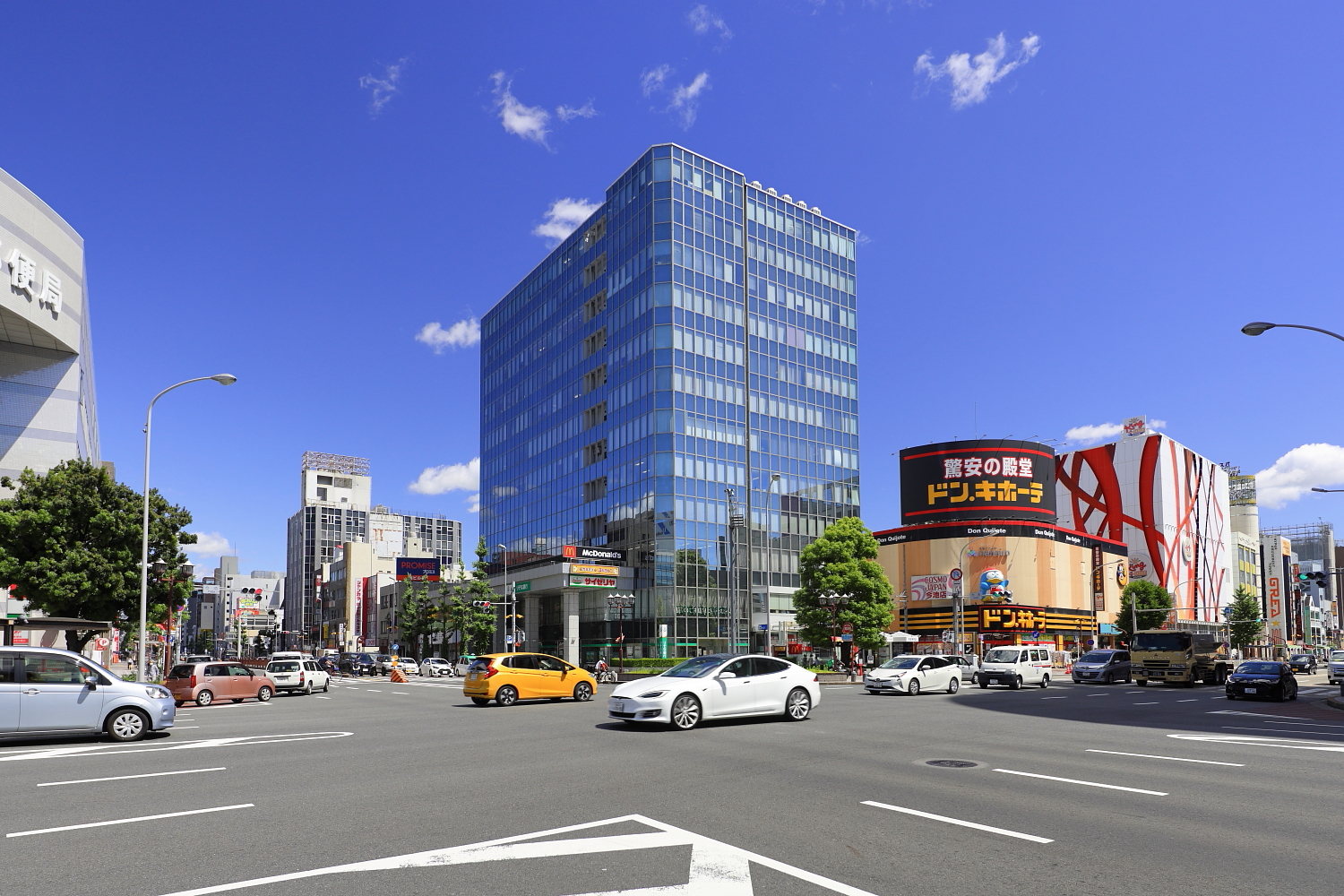
東部副都心となる今池

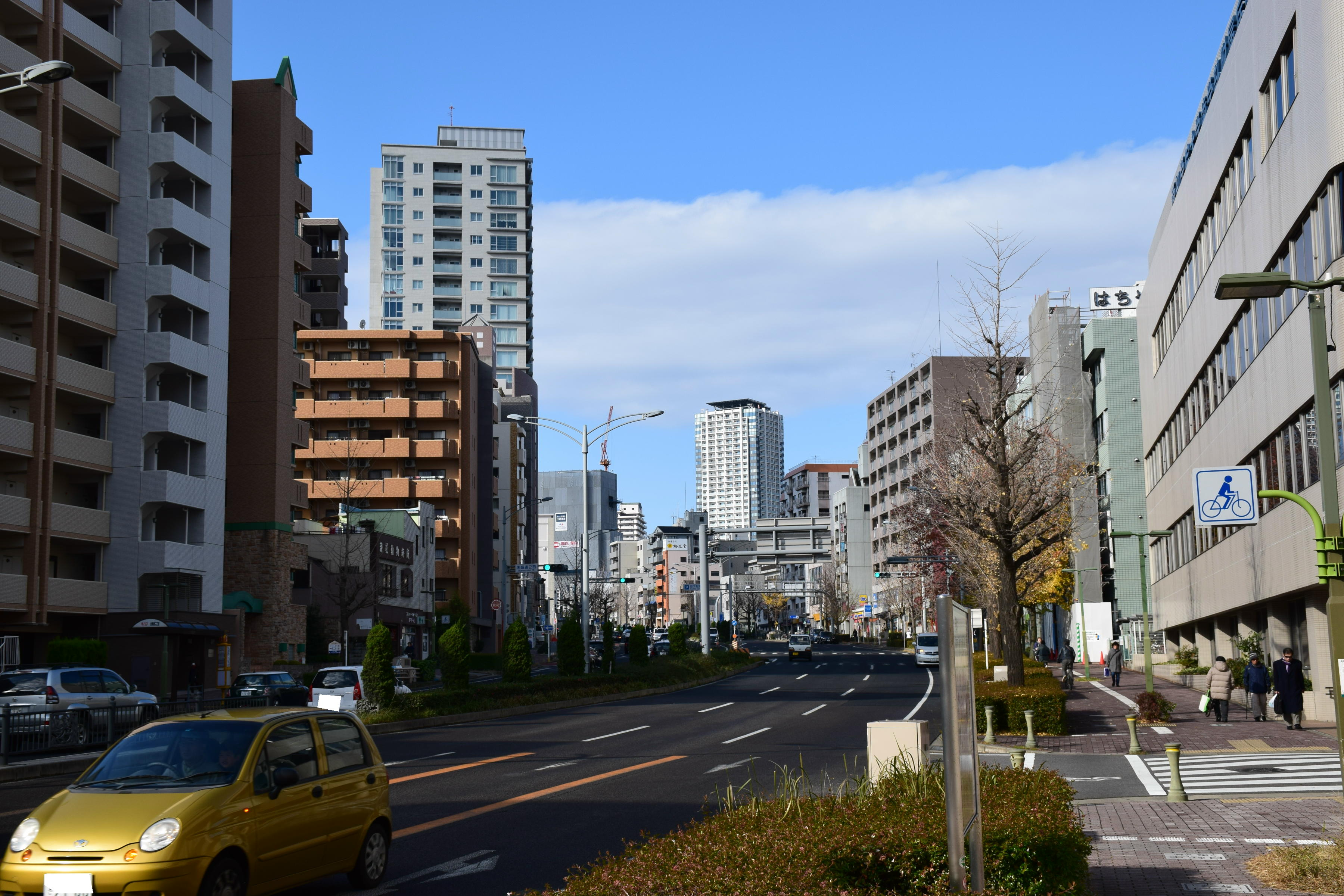
覚王山

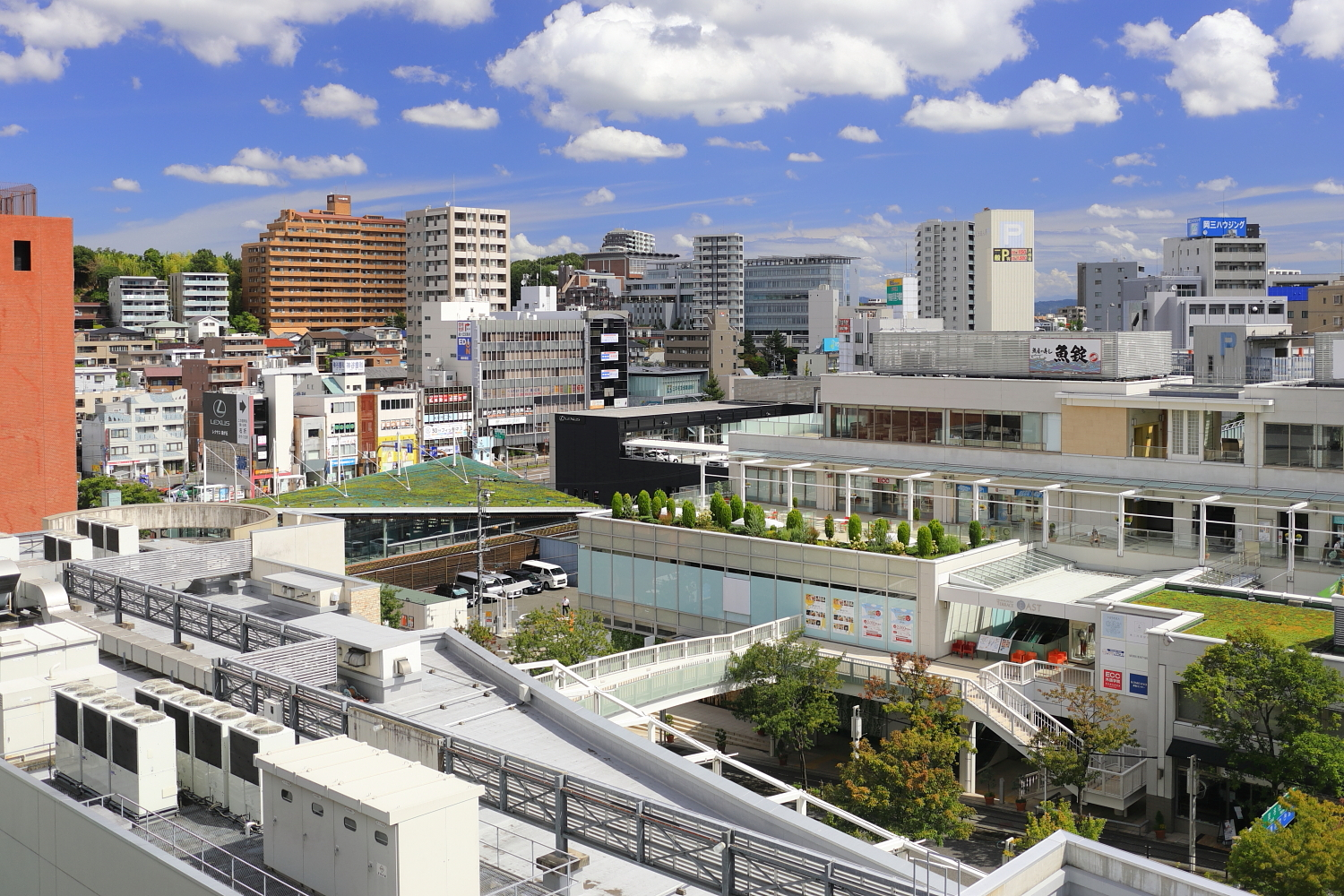
星が丘

本山

千種区（ちくさく）は、名古屋市を構成する16区のうちの一つである。

## 概要
区の西部は名古屋を代表する繁華街の一つであり、名古屋市東部の副都心である今池を中心とした商業地区、今池の北側は千種公園や名古屋市立東部医療センターなどがある住宅地区である。
区の中部に池下を中心とした繁華街と区役所がある。
区の東部には東山公園、平和公園 、星ヶ丘三越を中心とした繁華街がある。また名古屋大学、河合塾本部を始め、大学・高校・予備校が多い文教地区である。

## 地理

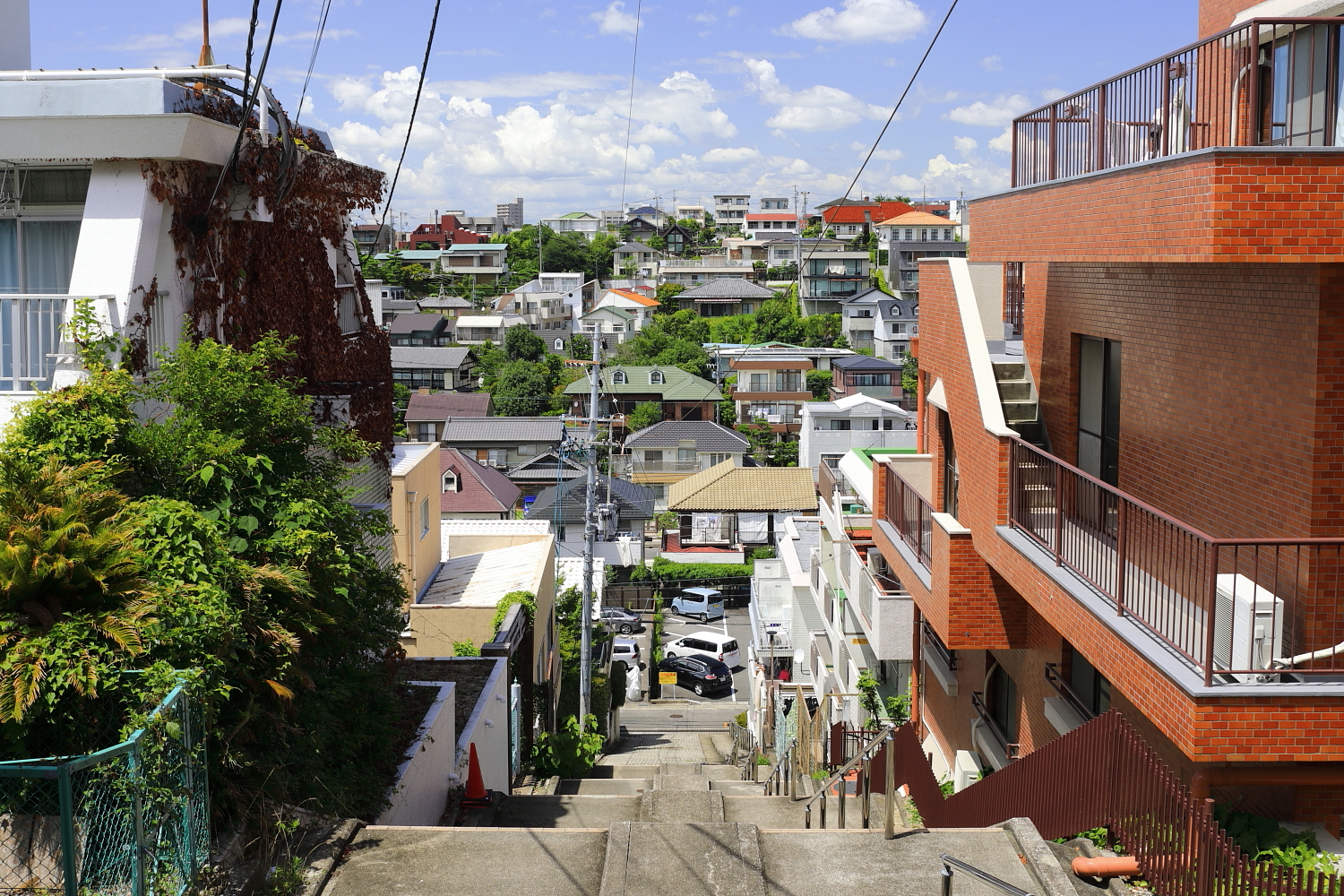
丘陵地の起伏に張り付くように広がる住宅街（清住町付近）

基本的には東に行くにつれ標高が上がる。とくに東山公園から平和公園にかけての一帯は東山丘陵とも呼ばれる尾張丘陵の端にあたり、丘陵地帯として知られる。また覚王山周辺も周囲と比較して盛り上がっている。千種区を東西に横切る愛知県道60号名古屋長久手線（広小路通・東山通）を通ると、このような起伏がよく分かる。

### 地形

#### 山地
主な山
- 日和山

#### 河川
主な河川
- 矢田川
- 香流川
- 山崎川

#### 湖沼
主な池

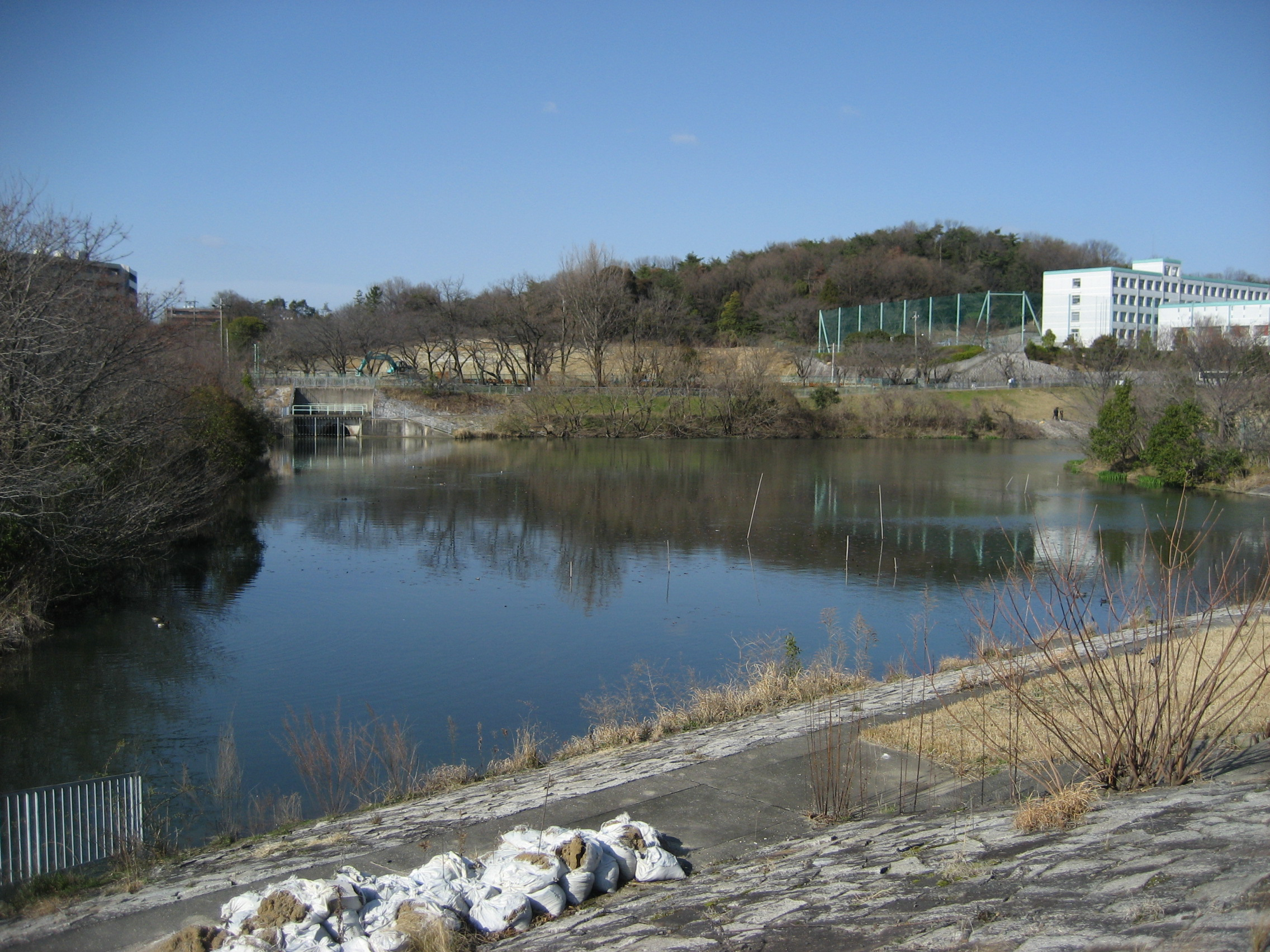
新池
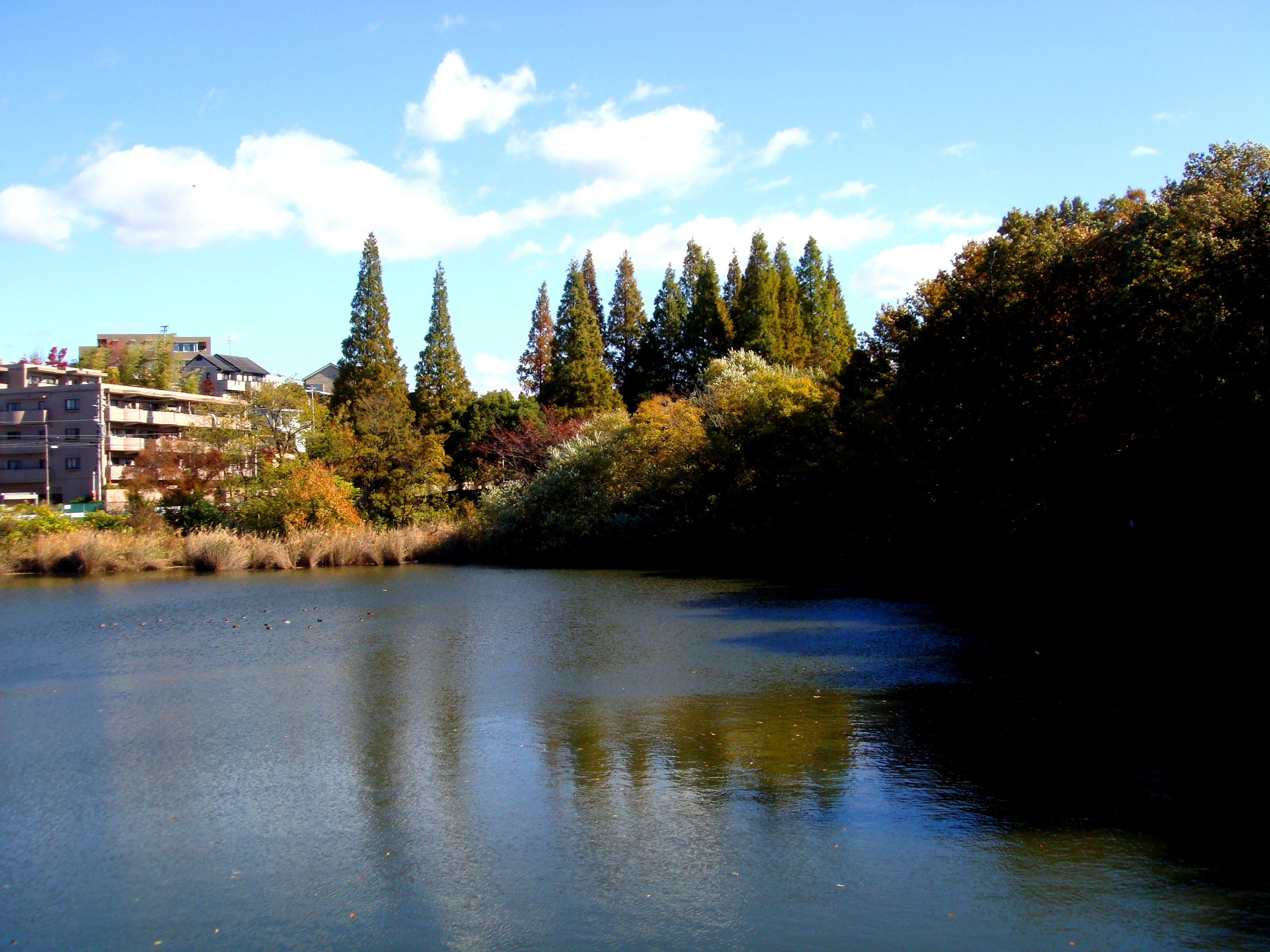
茶屋ヶ坂池
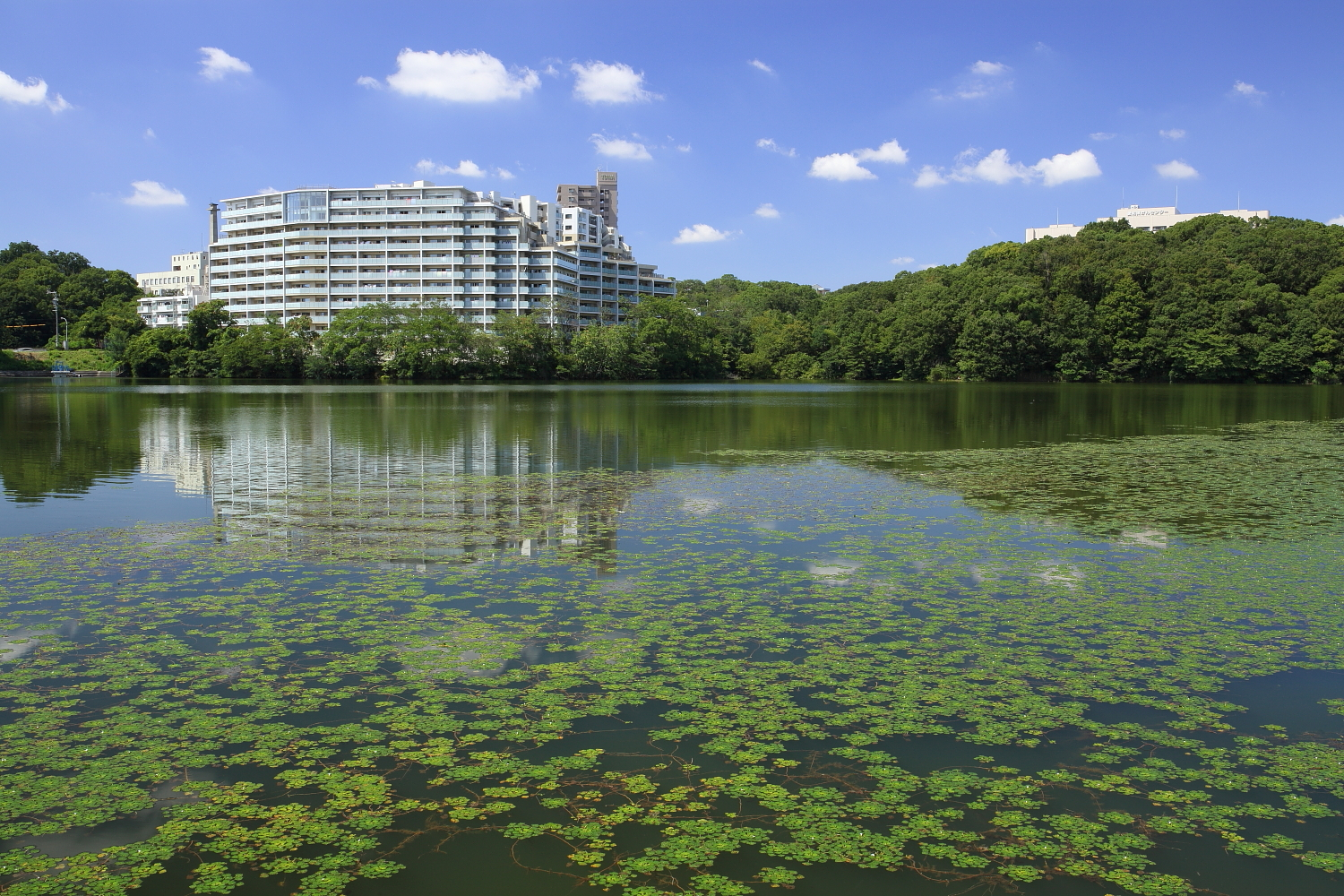
猫ヶ洞池

- 新池
- 茶屋ヶ坂池
- 猫ヶ洞池

#### 地質
熱田層、東海層群、八事層などからなるが、全体的に礫質である。

### 人口
| 千種区の人口の推移 \| 2000年（平成12年） \| 148,975人 \| \| \| 2005年（平成17年） \| 153,301人 \| \| \| 2010年（平成22年） \| 160,265人 \| \| \| 2015年（平成27年） \| 164,887人 \| \| \| 2020年（令和2年） \| 165,840人 \| \| |           |  |
| 総務省統計局 国勢調査より |           |  |
| 2000年（平成12年） | 148,975人 |  |
| 2005年（平成17年） | 153,301人 |  |
| 2010年（平成22年） | 160,265人 |  |
| 2015年（平成27年） | 164,887人 |  |
| 2020年（令和2年） | 165,840人 |  |

### 隣接行政区
- 中区
- 東区
- 守山区
- 名東区
- 天白区
- 昭和区

## 歴史

### 区名の由来
「千種の花」などの縁起の良いイメージからきた瑞祥地名であるという。

### 沿革
- 1937年（昭和12年）、旧千種町および旧東山村に当たる地域を東区より分離した[3]。
- 1955年（昭和30年）に猪高村を編入[3]。
- 1975年（昭和50年）旧・猪高村の地域は1975年（昭和50年）に一部[注釈 1]を残し名東区として分離される[3]とともに、昭和区天白町植田の一部（東山公園内の部分[注釈 2]。残部は天白区と名東区の一部）を併せて、現在の領域となる。

## 行政

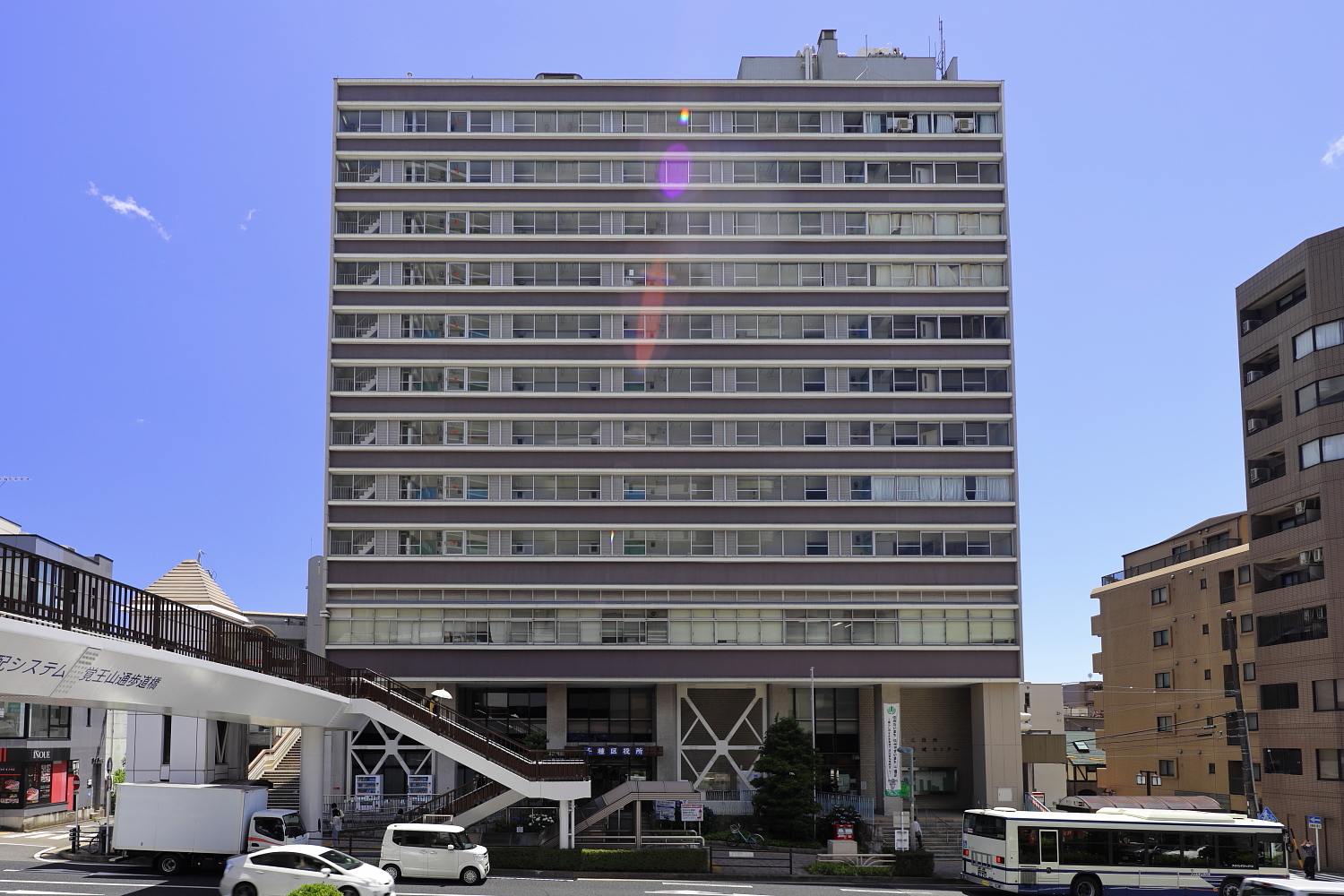
千種区役所旧庁舎

- 千種区役所
千種区役所は覚王山通8丁目37番地にあるが、1970年（昭和45年）竣工の建物が老朽化したため現地で再築されることになった[4]。旧庁舎が解体工事に入り新庁舎が完成して移転するまでの期間は東星ふれあい広場に設置する仮設庁舎に移転する[4]。仮設庁舎移転は2023年1月4日[5]。
従来の建物は地下3階から地上3階までが区役所等庁舎（区役所、保健センター）、地上4階から地上12階までがUR賃貸住宅だった[4]。建設される建物は地下1階から地上9階までが区役所等庁舎（区役所、保健センター、土木事務所等）、地上11階から地上20階までがUR賃貸住宅となる[4]。

## 国家機関

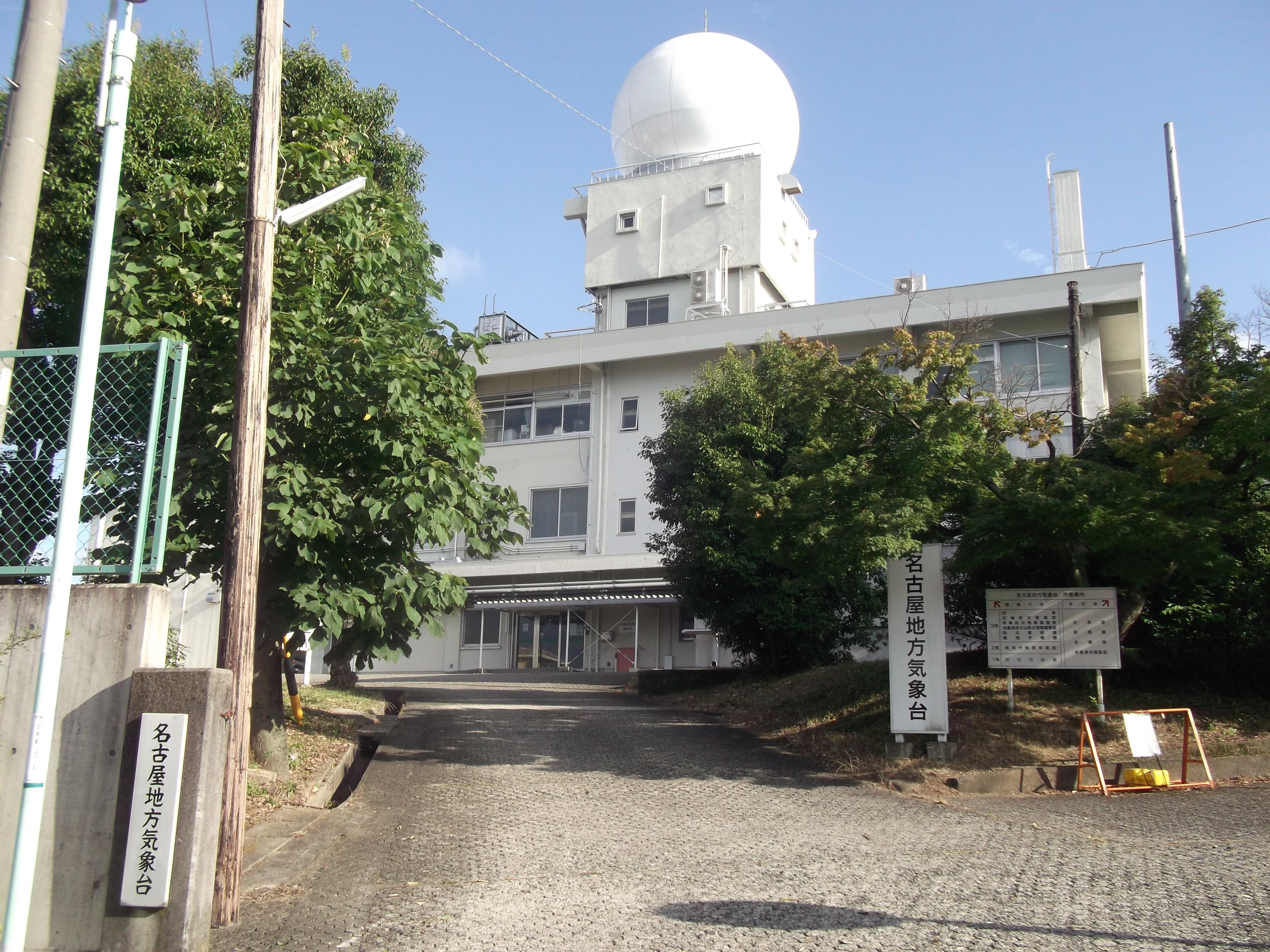
名古屋地方気象台

### 経済産業省
- 産業技術総合研究所 中部センター
  - 名古屋大学連携研究サイト（名古屋大学東山キャンパス 赤崎記念研究館4階）

### 国土交通省
- 中部地方整備局 愛知国道事務所

気象庁
- 名古屋地方気象台

### 財務省
国税庁
- 名古屋国税局 名古屋千種税務署

### 法務省
- 名古屋矯正管区 名古屋少年鑑別所

## 施設

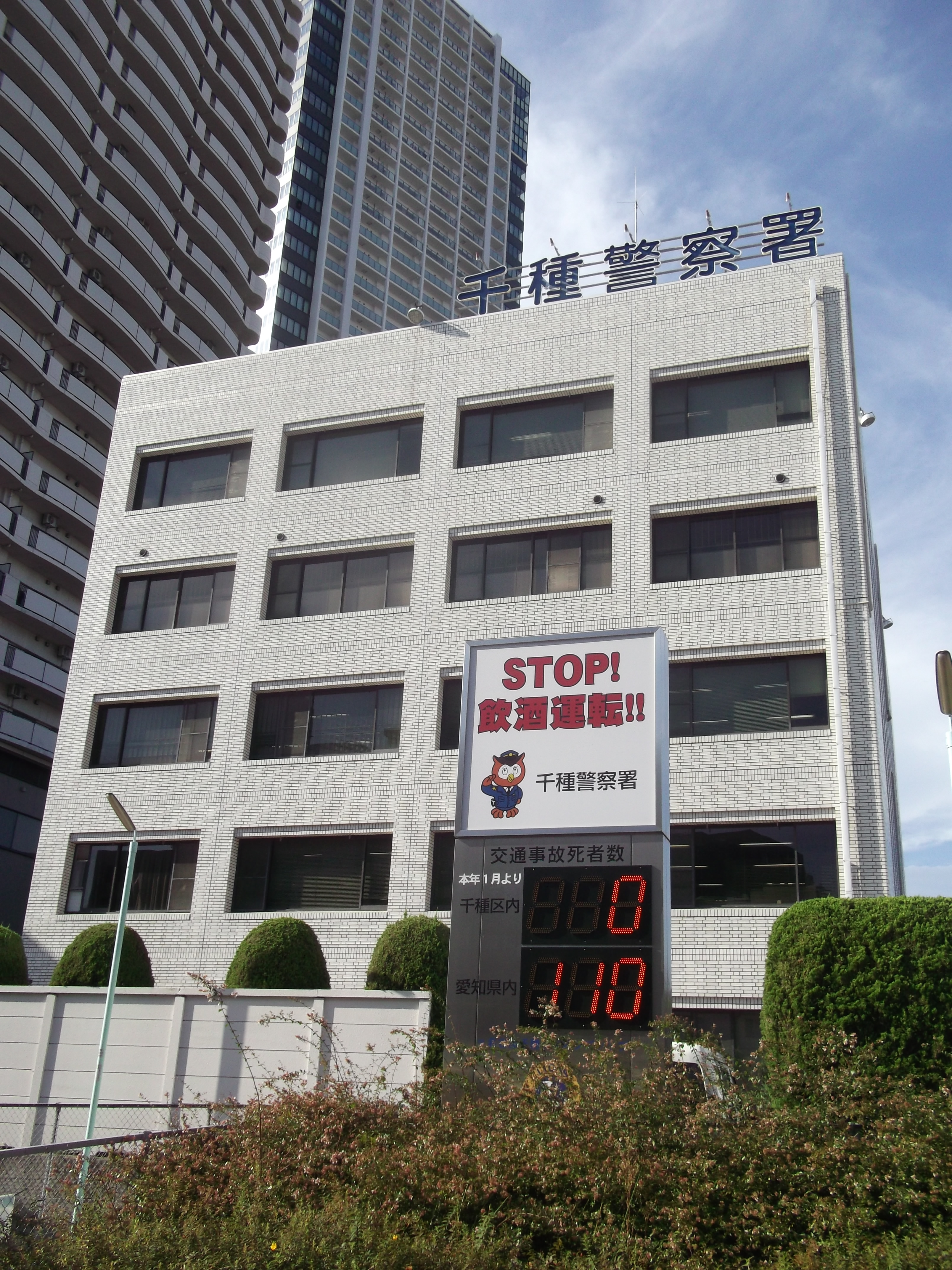
千種警察署

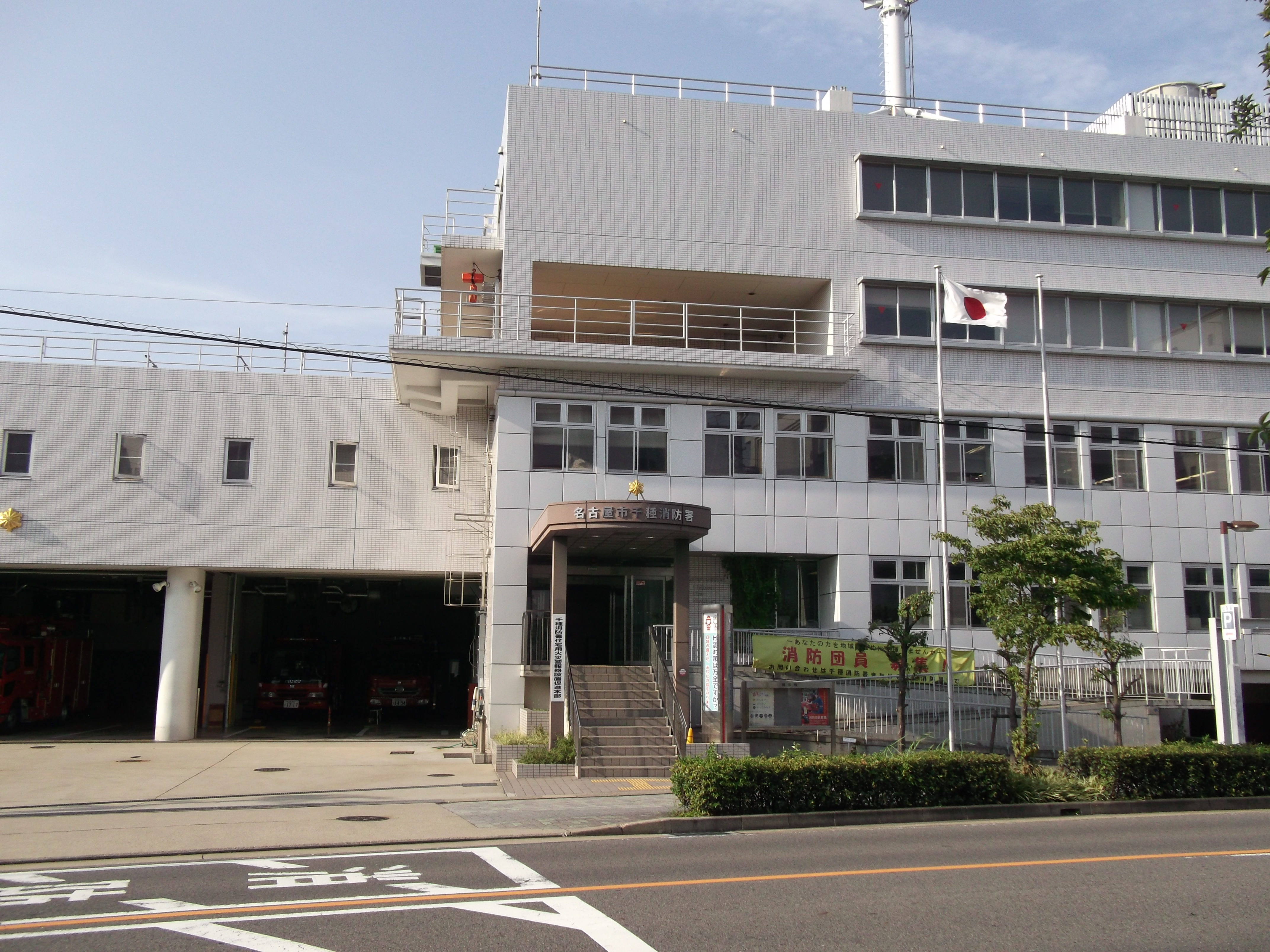
千種消防署

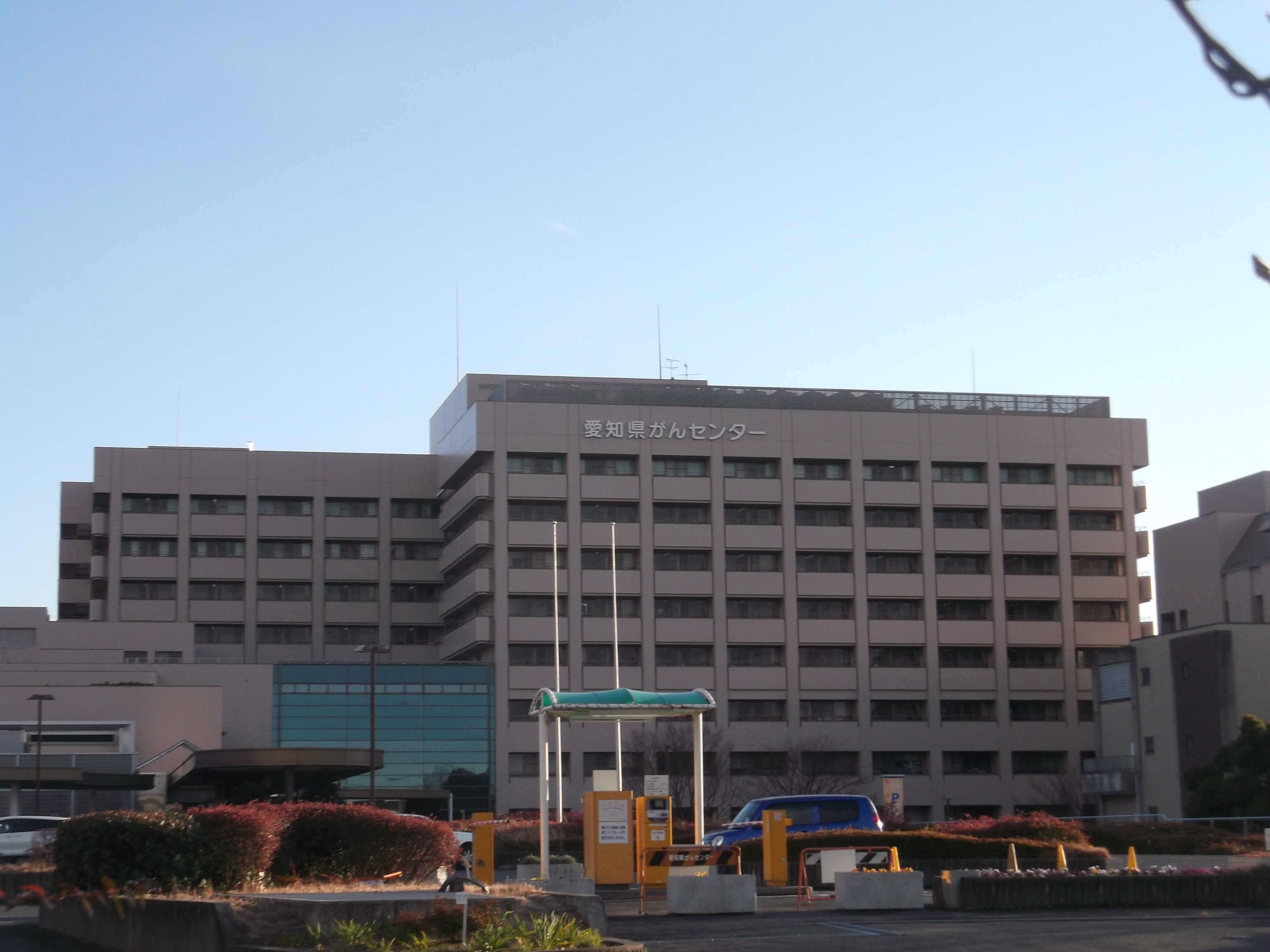
愛知県がんセンター

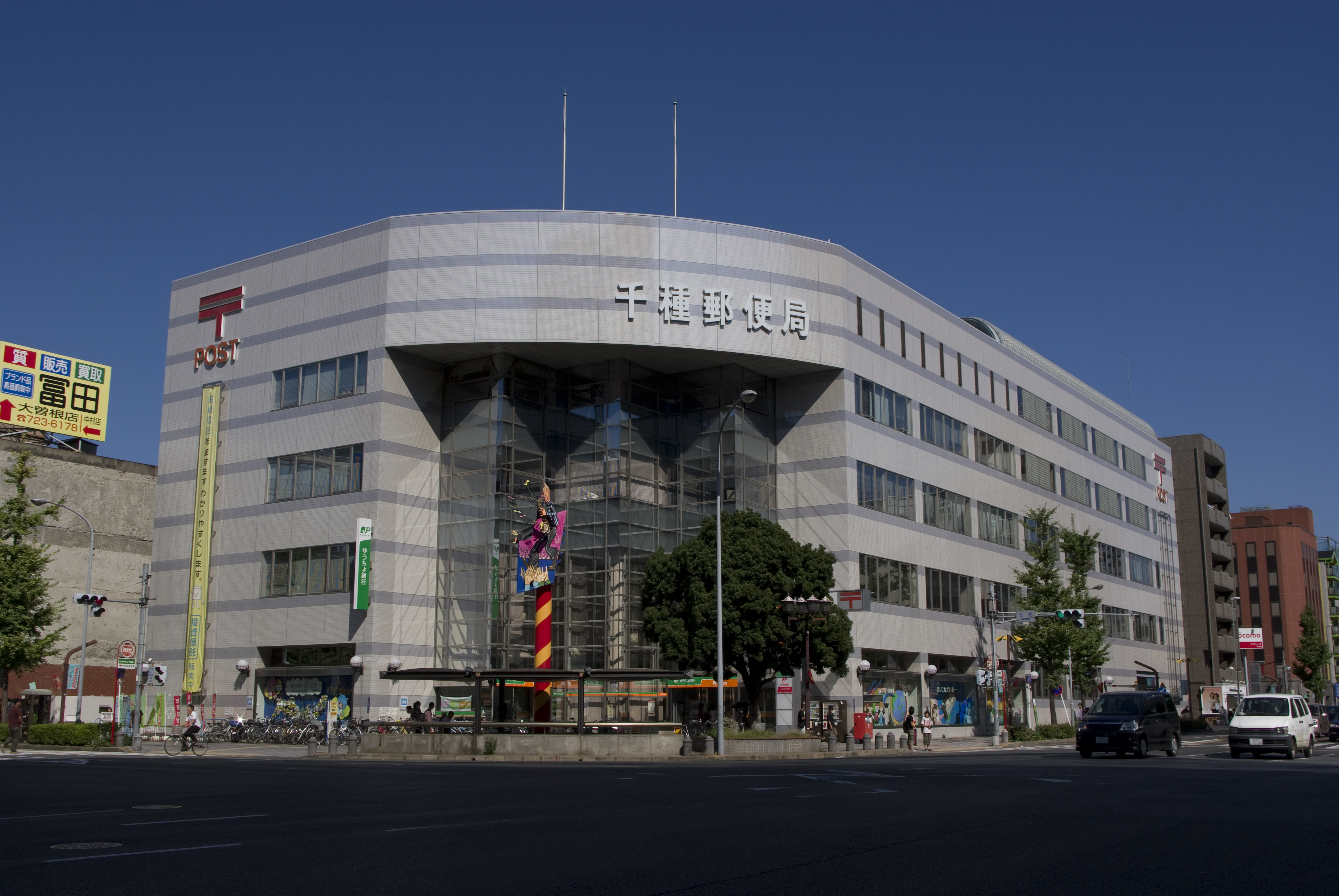
千種郵便局

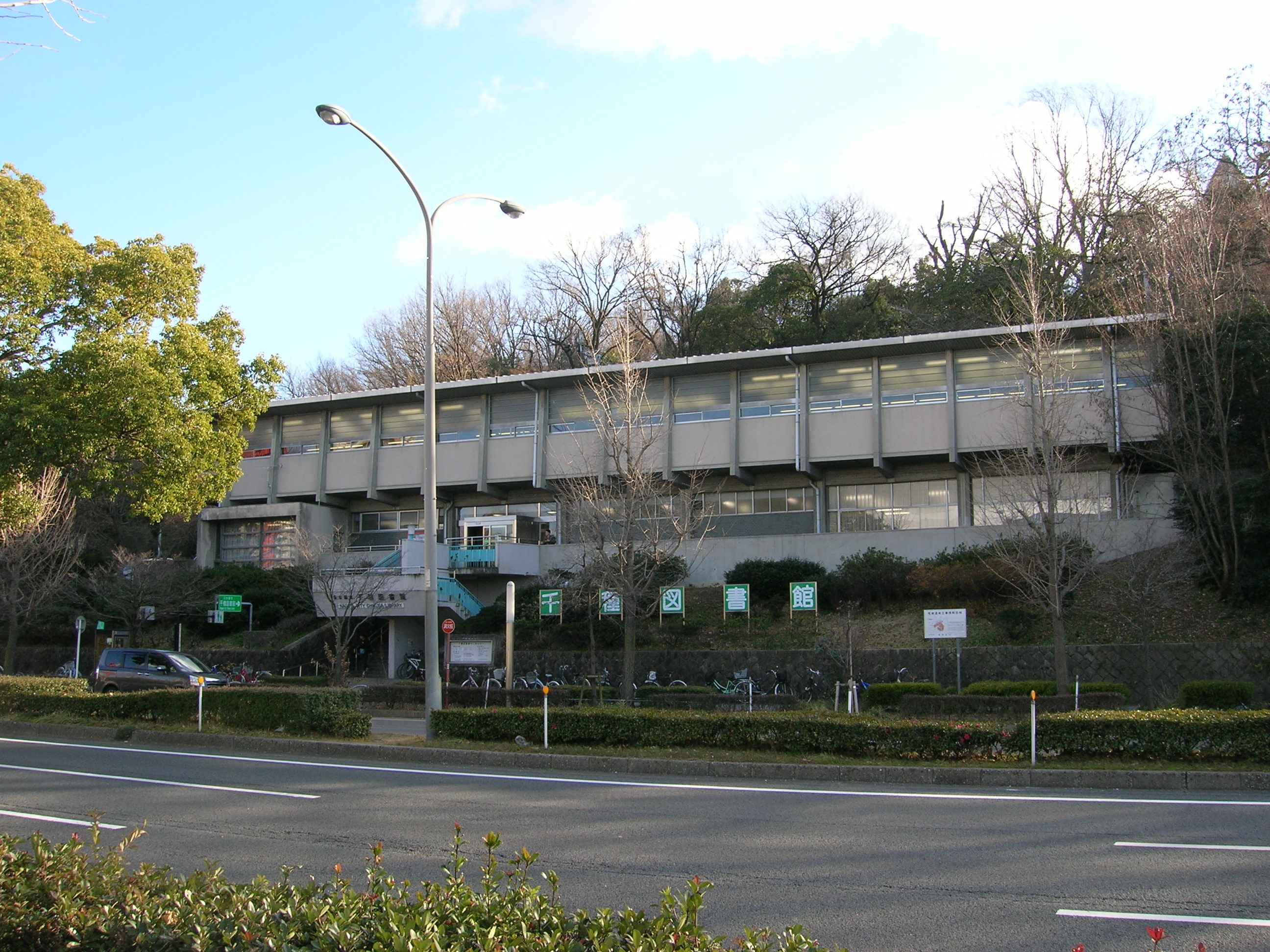
名古屋市千種図書館

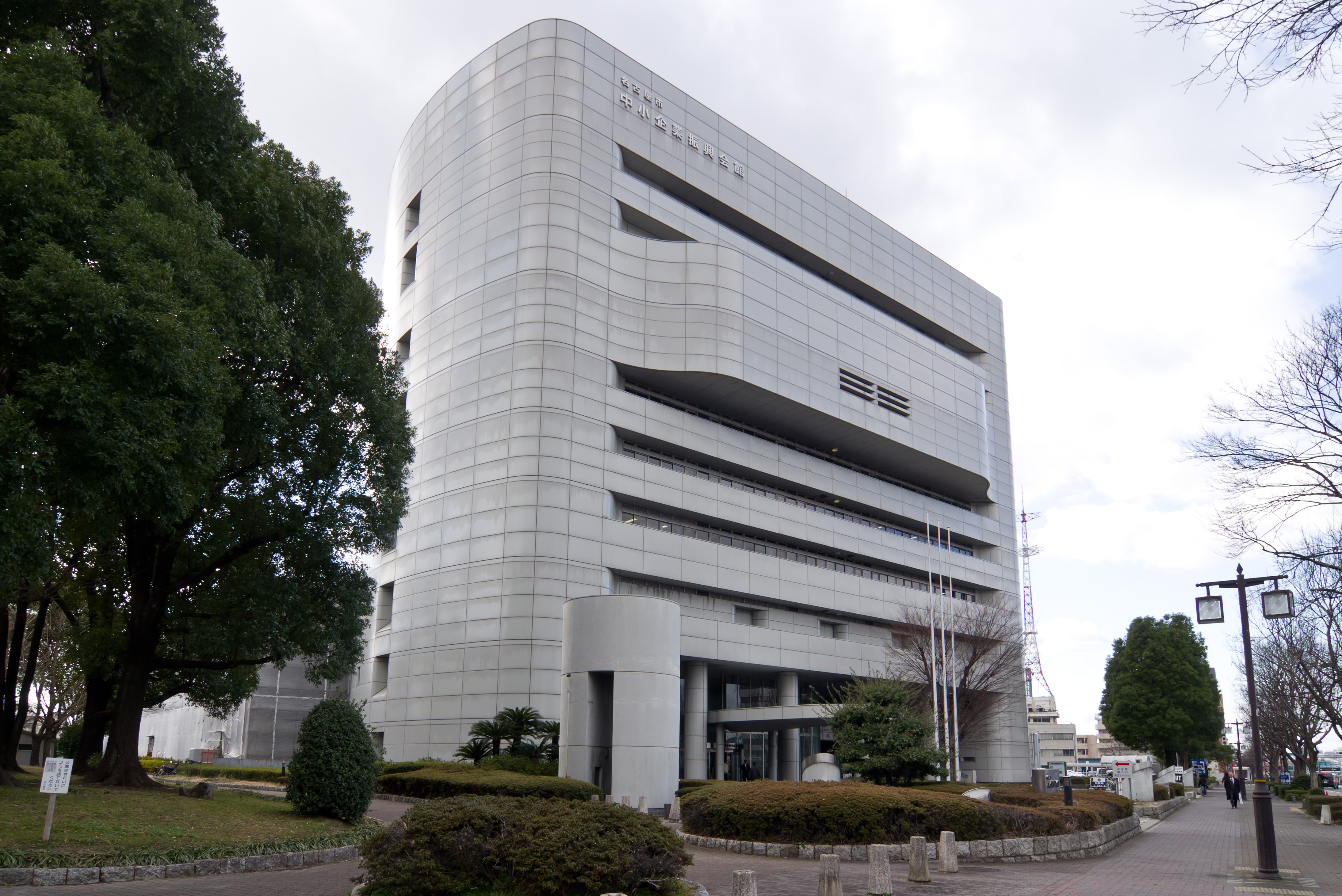
吹上ホール

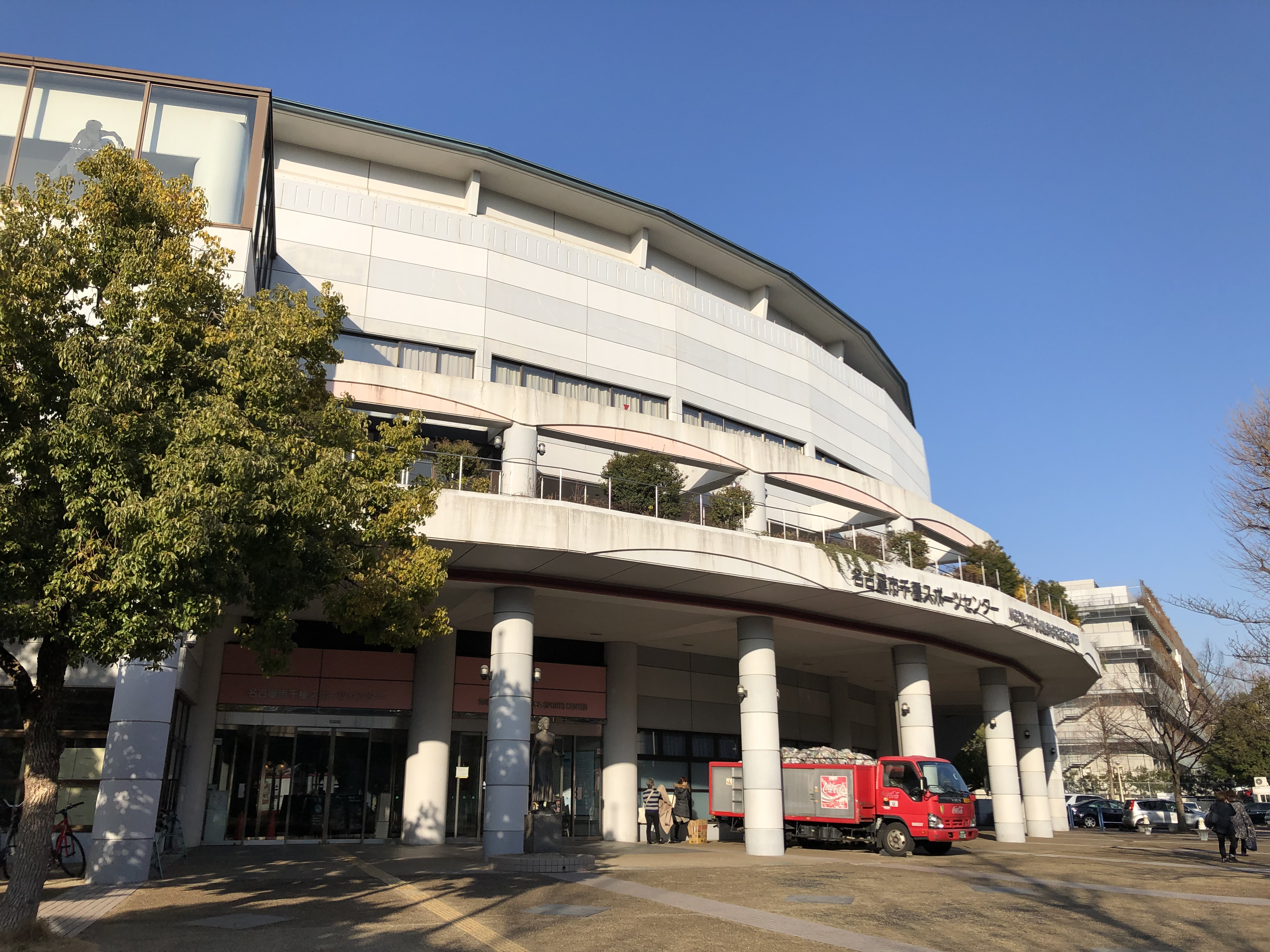
千種スポーツセンター

### 警察
- 愛知県千種警察署
  - 千代田橋交番（千代田橋2丁目）
  - 富士見台交番（富士見台4丁目）
  - 東山交番（田代町）
  - 本山交番（猫洞通5丁目）
  - 田代南交番（山添町2丁目）
  - 春岡交番（春岡通5丁目）
  - 大久手交番（千種3丁目）
  - 千石交番（千種1丁目）
  - 今池交番（今池4丁目）
  - 上野交番（上野2丁目）
  - 自由ヶ丘交番（春里町4丁目）
  - 田代北交番（山門町1丁目）
  - 高見交番（高見1丁目）

### 消防
- 名古屋市千種消防署
  - 東部出張所
  - 東山出張所

### 医療
主な病院
- 東海病院
- 愛知県がんセンター
- 愛知県精神医療センター
- 名古屋市立東部医療センター
- 愛知学院大学歯学部附属病院

### 郵便局
主な郵便局
- 千種郵便局

### 図書館
主な図書館
- 名古屋市千種図書館
- 名古屋大学附属図書館
- 愛知学院大学附属歯学・薬学図書館情報センター
- 愛知淑徳大学附属図書館星が丘分館

### 介護施設
- 介護老人保健施設 太陽

### 教会
- 名京大教会
- 東山カトリック教会
- 天理教愛町分教会

### コンベンション施設
- 名古屋市中小企業振興会館（吹上ホール）

### 運動施設
- 千種スポーツセンター
- メガロス千種

## 対外関係

### 国際機関

#### 領事館
- 在名古屋セーシェル共和国名誉領事館
- 在名古屋ベトナム社会主義共和国名誉領事館
- 在名古屋ラオス人民民主共和国名誉領事館

## 経済

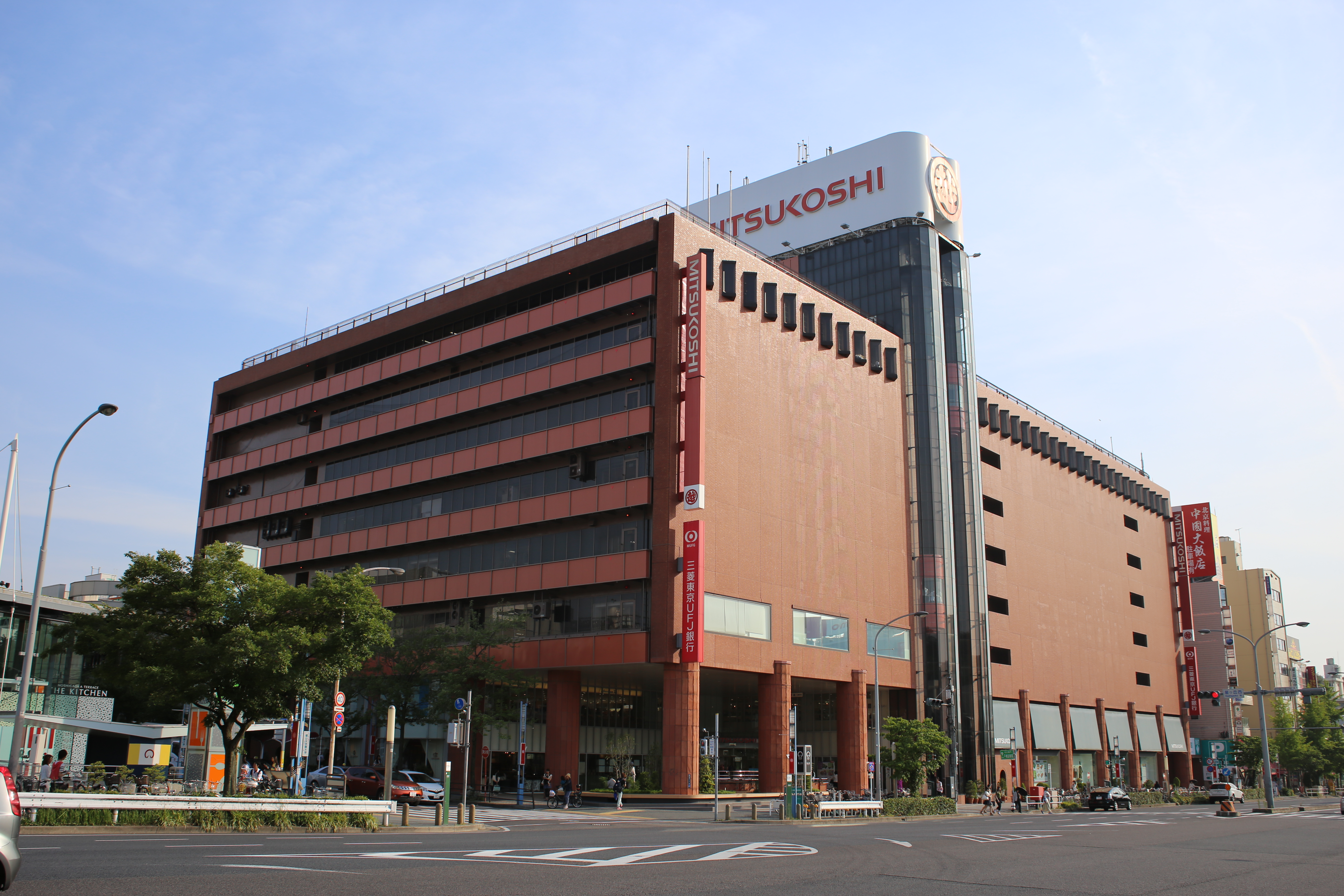
星ヶ丘三越

千種区は、大学や学習塾などが集積する市内屈指の若者が集まる学生街であり、音楽関連施設や美術館･博物館などの文化施設も多い。
文化･芸能活動が盛んなエリアでもあるため、中京ローカルなどで活躍する芸能事務所も所在している。

### 商業
主な繁華街
- 今池
- 池下
- 星ヶ丘
- 覚王山
- 本山

主な商店街
- 今池西一番街商店街
- 今池東南商店街（ダイエー通り）
- 池下商店街
- 池下本通商店街
- 覚王山商店街
- 城山商店街

主な商業施設
- アクシオス千種 - 商業棟にフィットハウスなどが入る商業施設
- アピタ千代田橋
- イオン今池店
- イオンタウン千種
- 今池ガスビル
- サンクレア池下
- デリスクエア
- ナゴヤセントラルガーデン
- 星が丘テラス
- 星ヶ丘三越

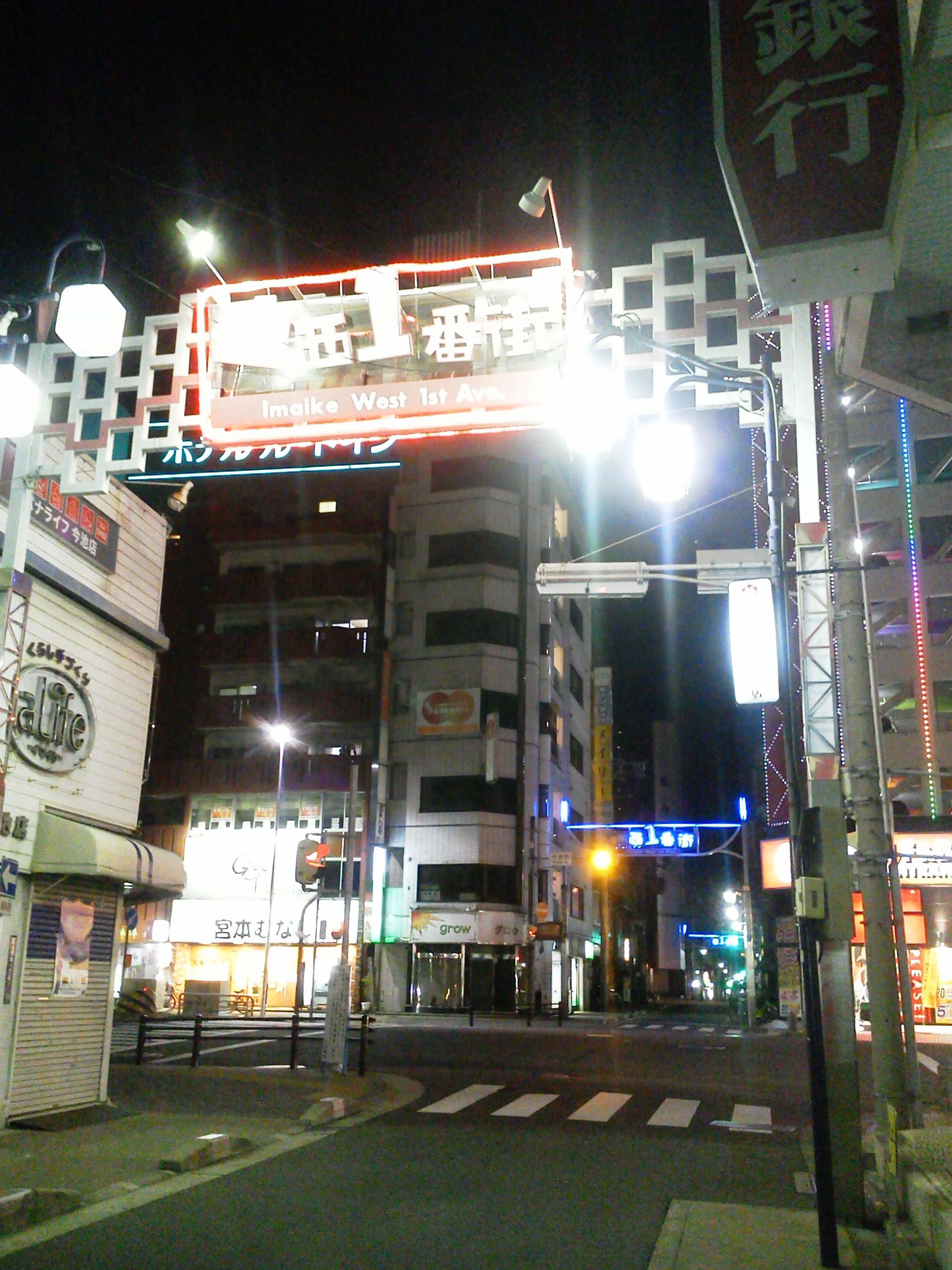
今西一番街
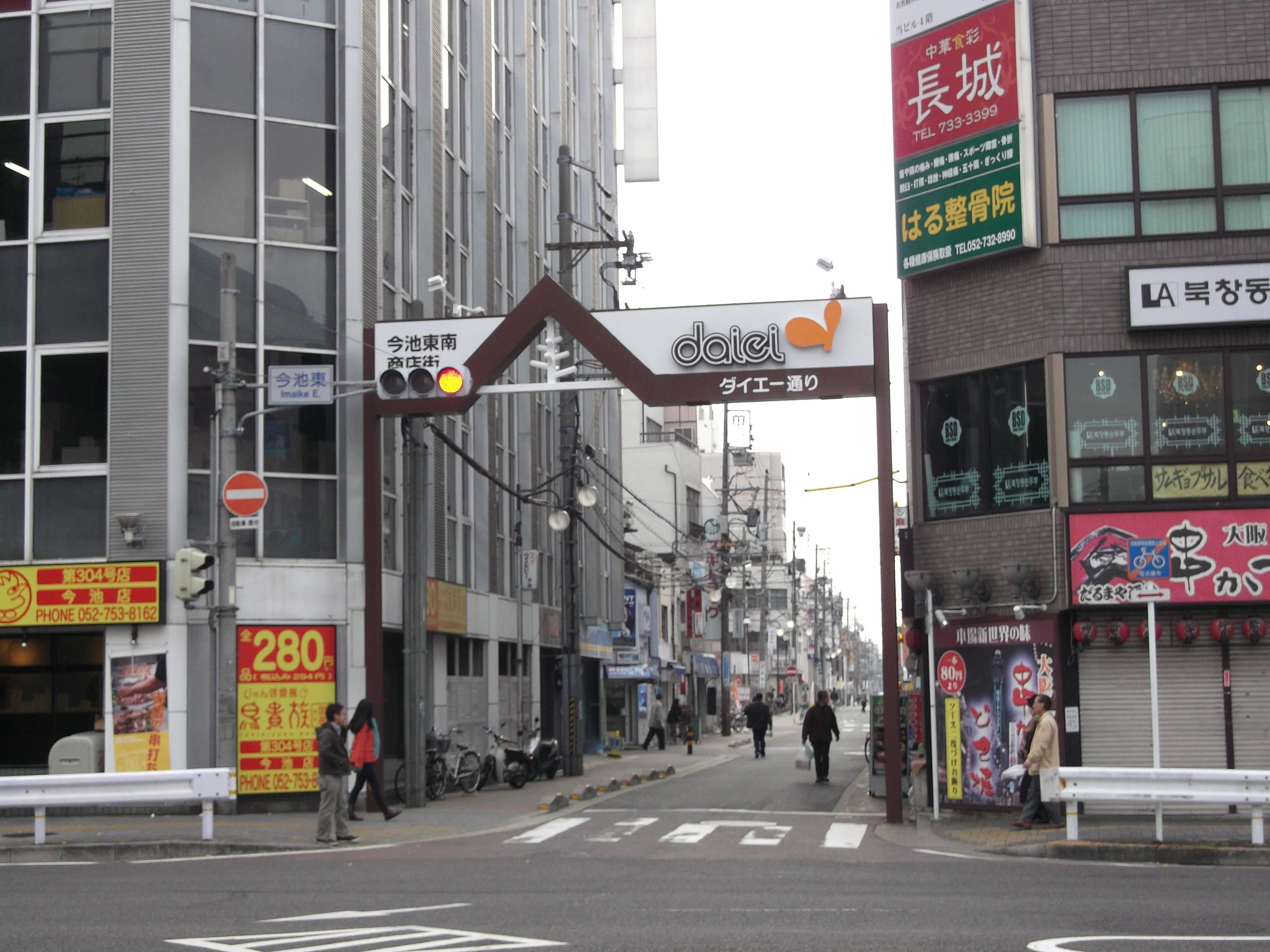
ダイエー通り
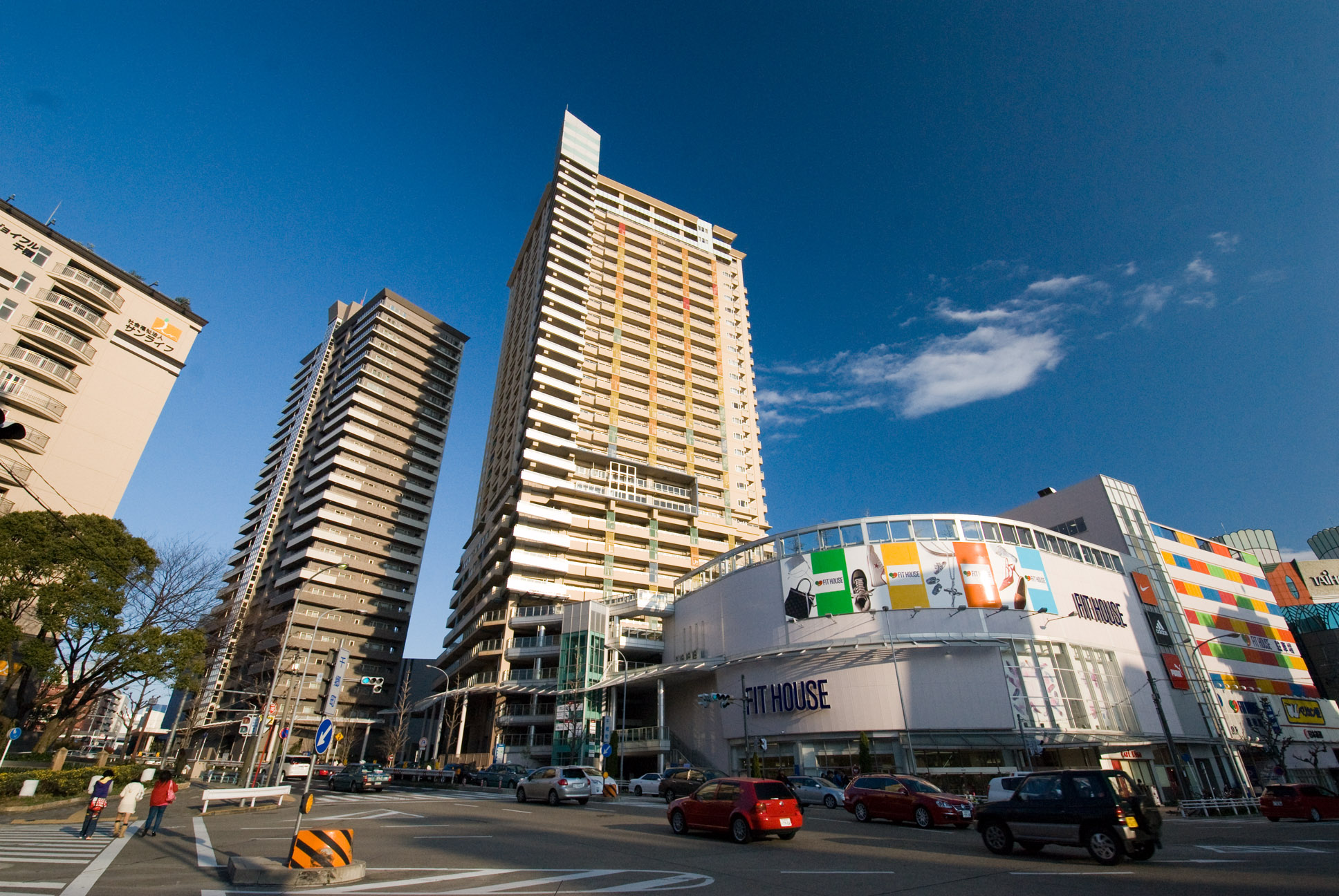
アクシオス千種
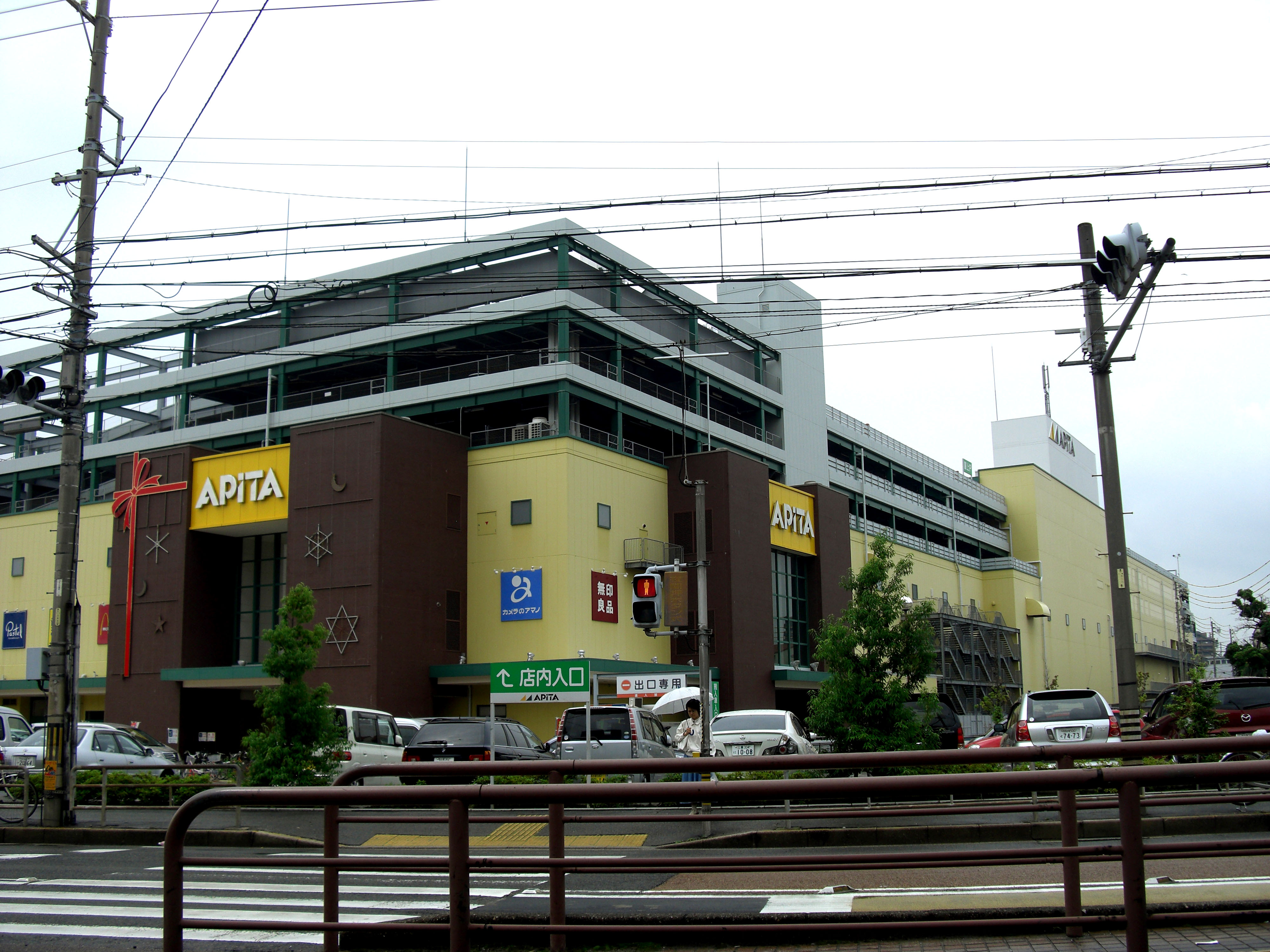
アピタ千代田橋店
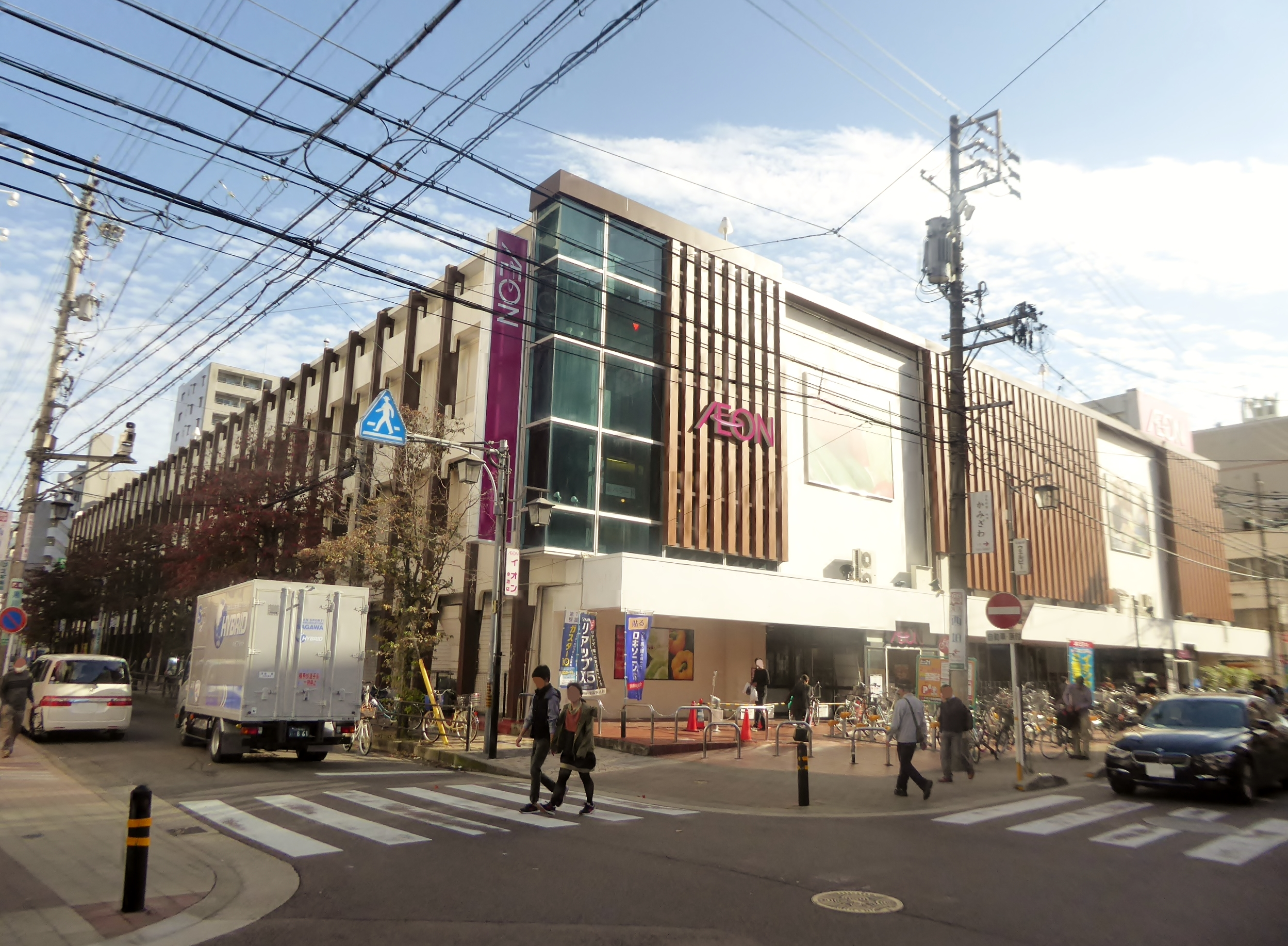
イオン今池店
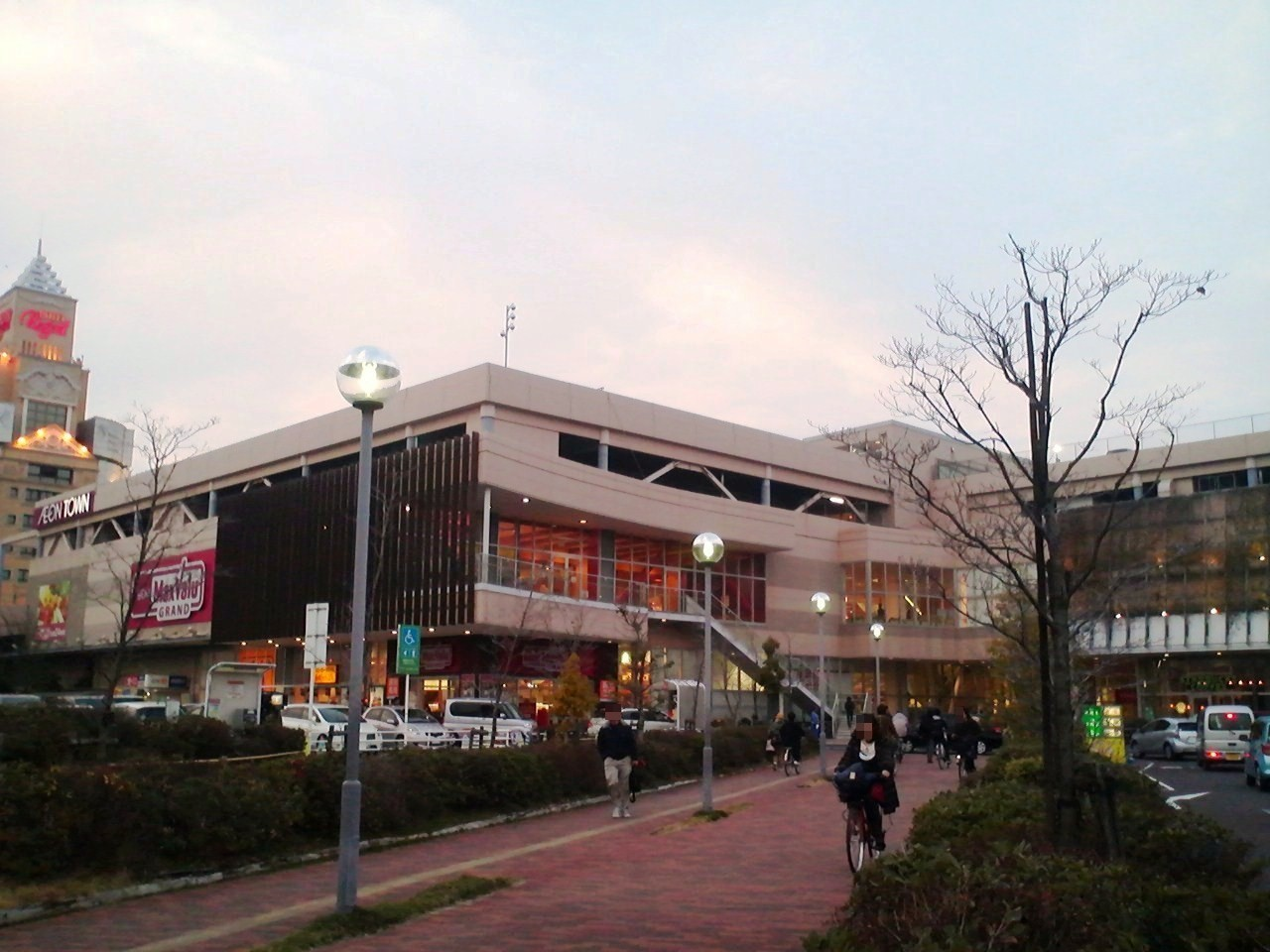
イオンタウン千種
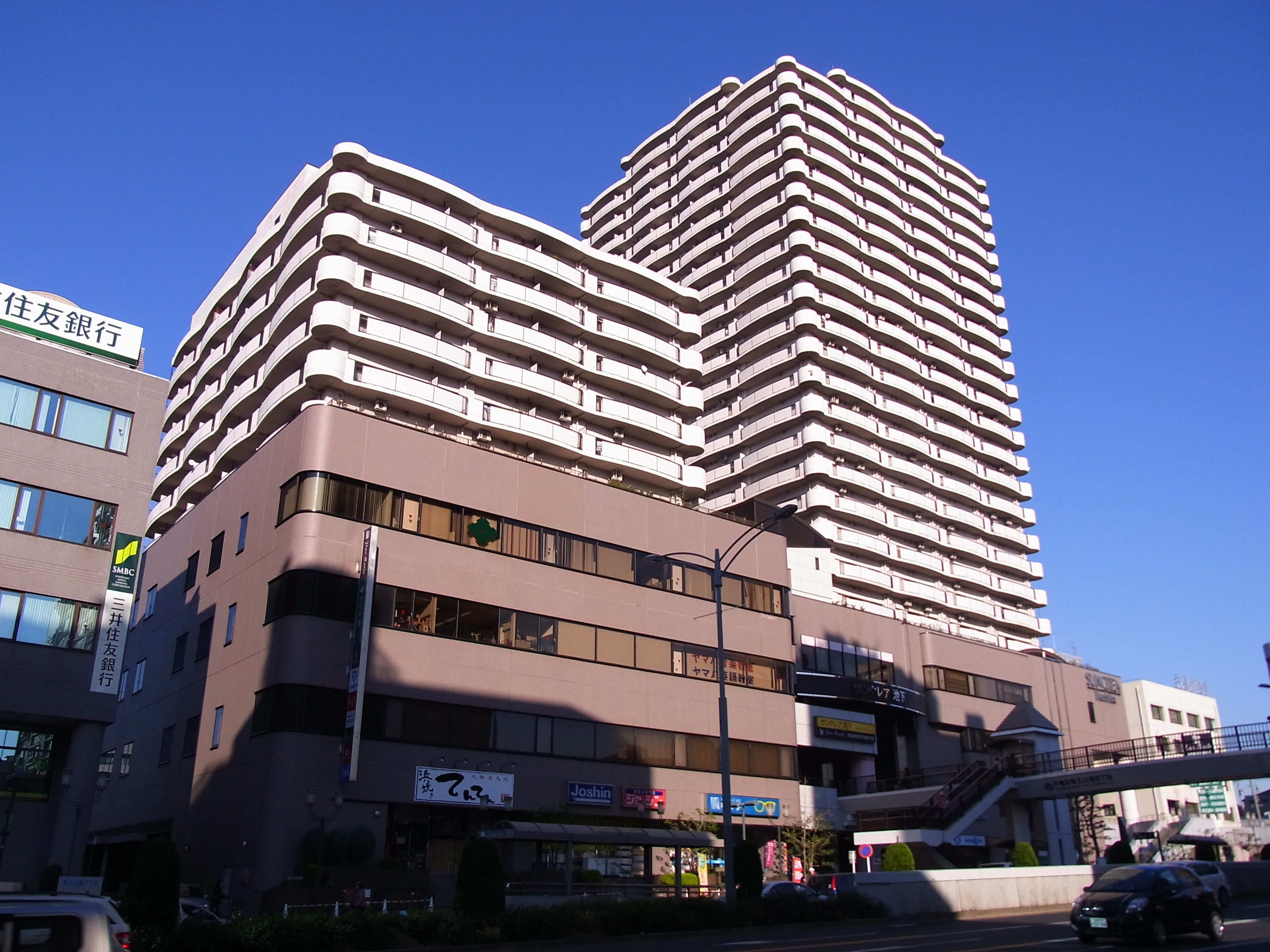
サンクレア池下
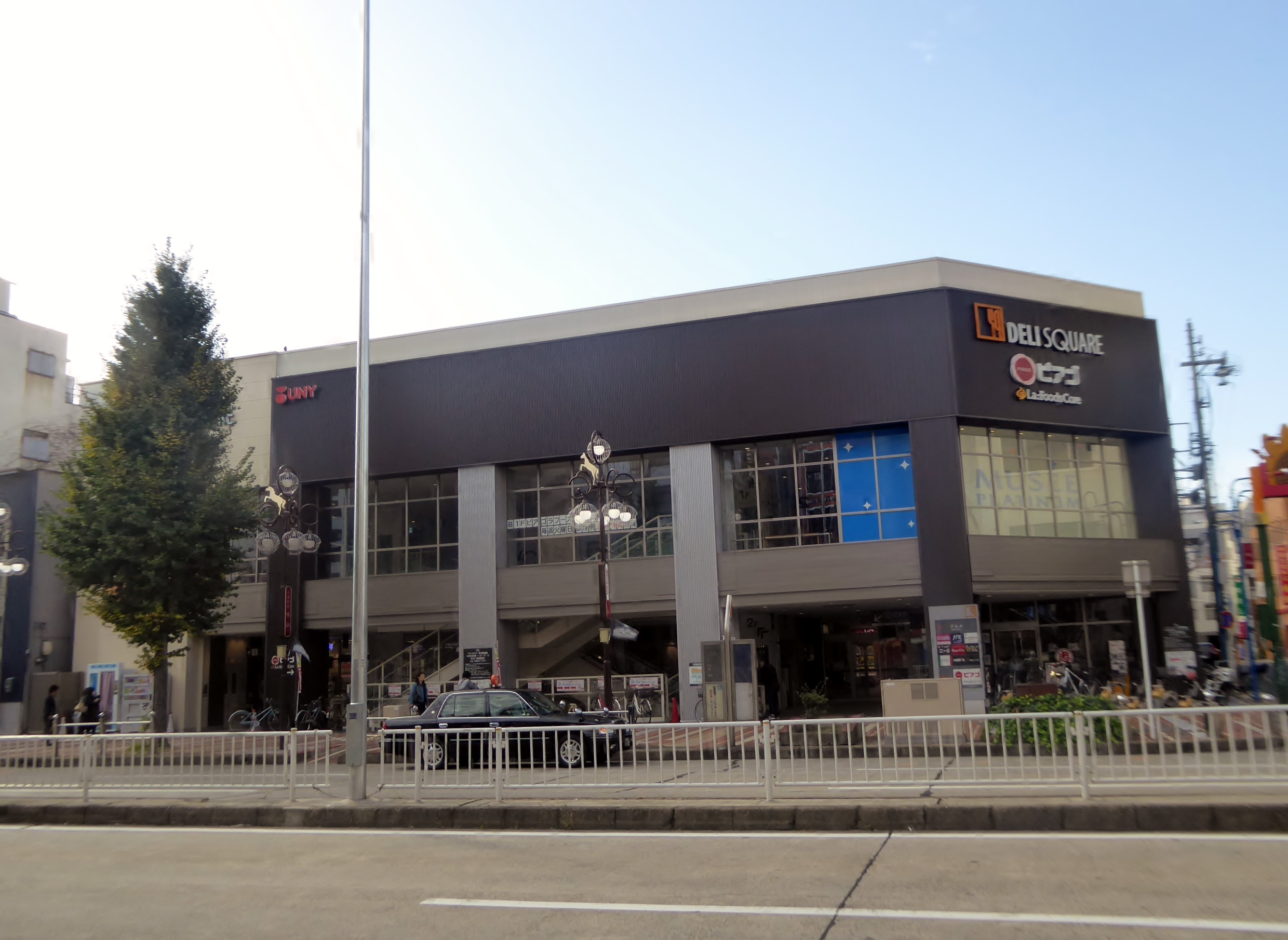
デリスクエア
ナゴヤセントラルガーデン
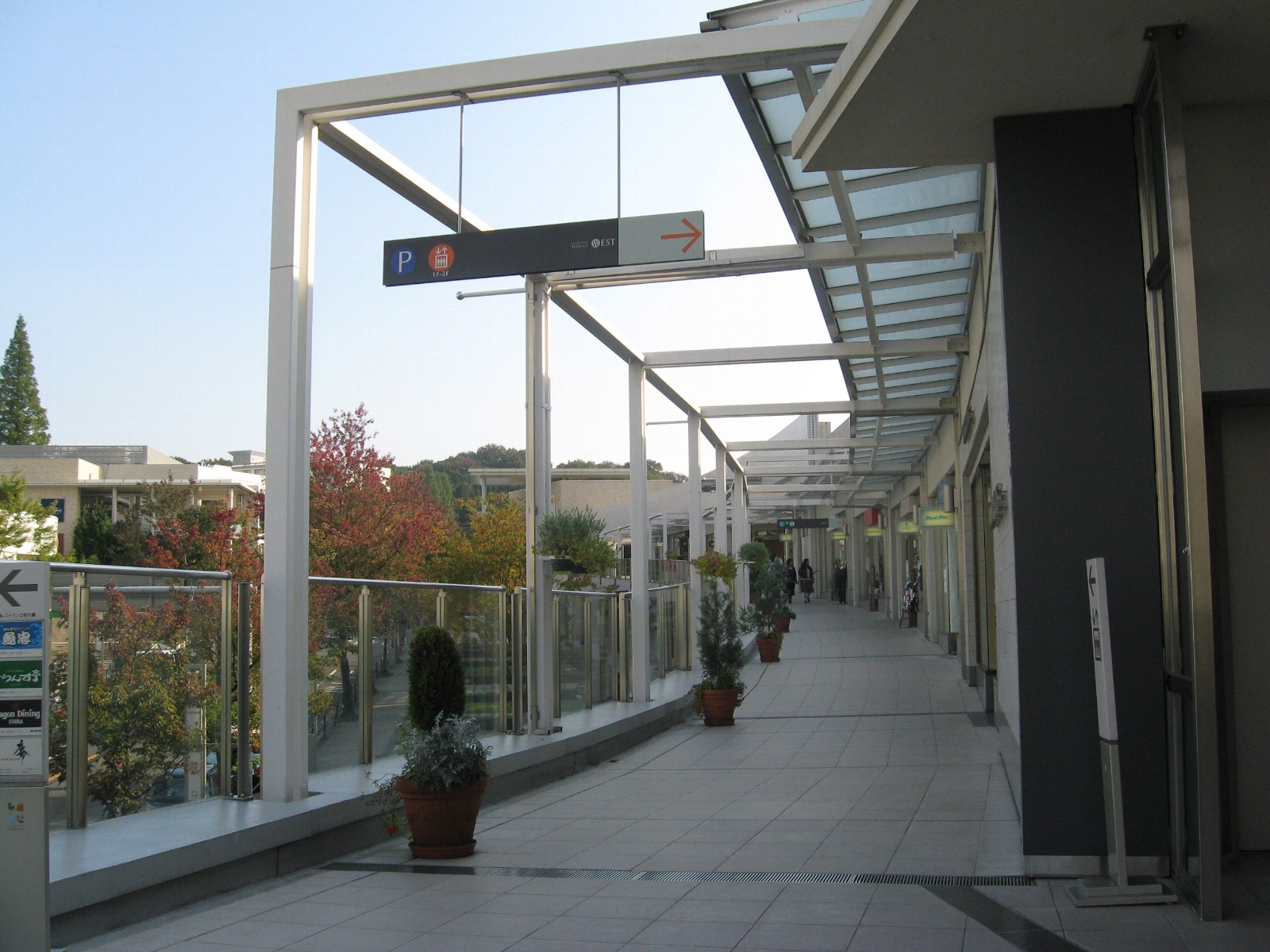
星が丘テラス
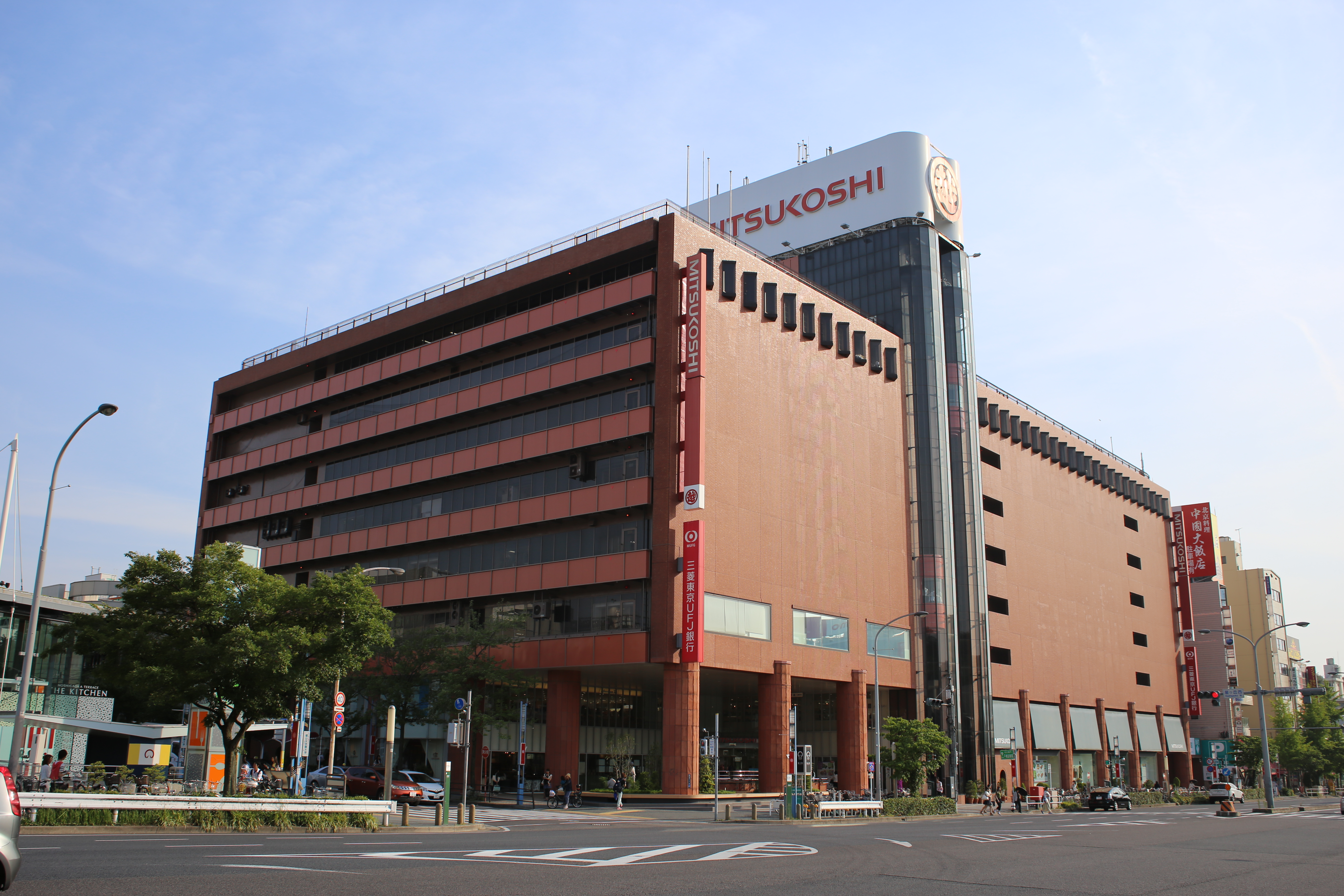
星ヶ丘三越

### 区内に本社を置く企業
上場企業
- クリップコーポレーション
- 日産プリンス名古屋販売
- ワシントンホテル

その他の主な企業
- 河合塾
- 三洋物産
- スギヤマ薬品
- 新山オールスターズ
- ポールトゥウィン

## 教育

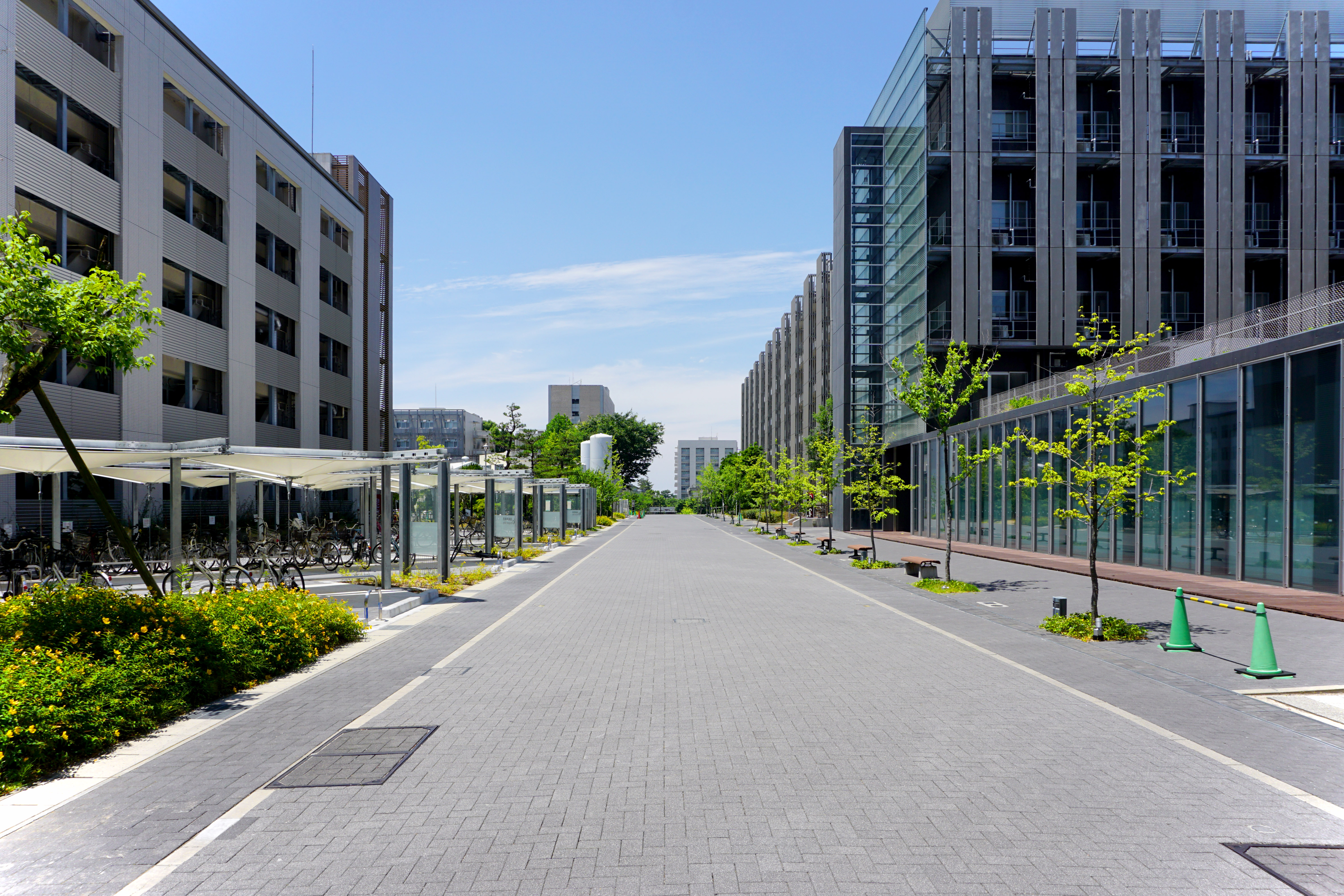
名古屋大学

### 大学
国立
- 名古屋大学（医学部（昭和区鶴舞に所在）以外の各学部）
- 名古屋工業大学 御器所キャンパスの一部や千種グラウンドがある。

市立
- 名古屋市立大学 北千種キャンパス(芸術工学部)

私立
- 椙山女学園大学
- 愛知学院大学（歯学部・薬学部・短期大学部）
- 愛知淑徳大学（交流文化学部、ビジネス学部、グローバル・コミュニケーション学部）
- 愛知工業大学（経営学部）

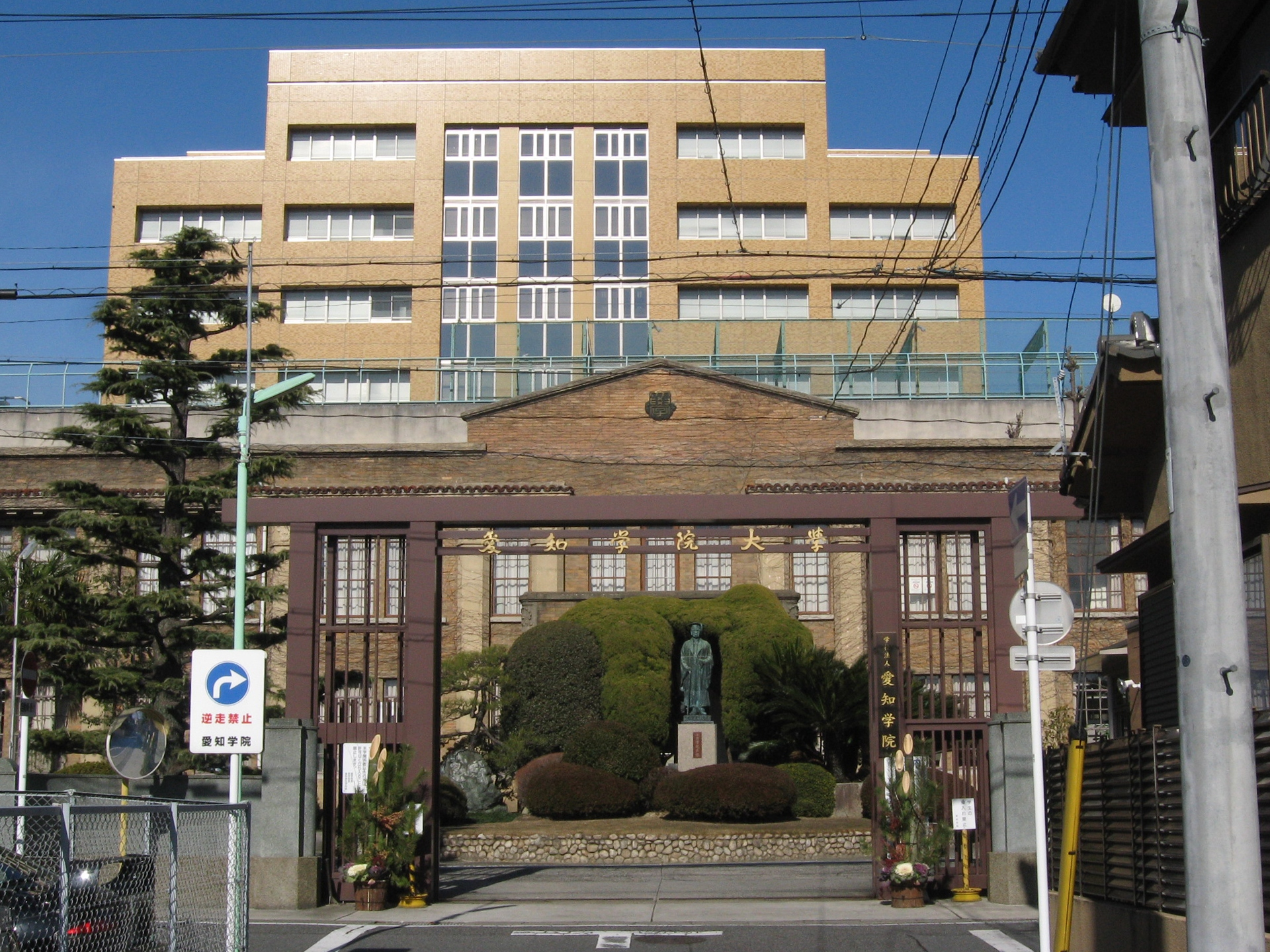
愛知学院大学 楠元キャンパス
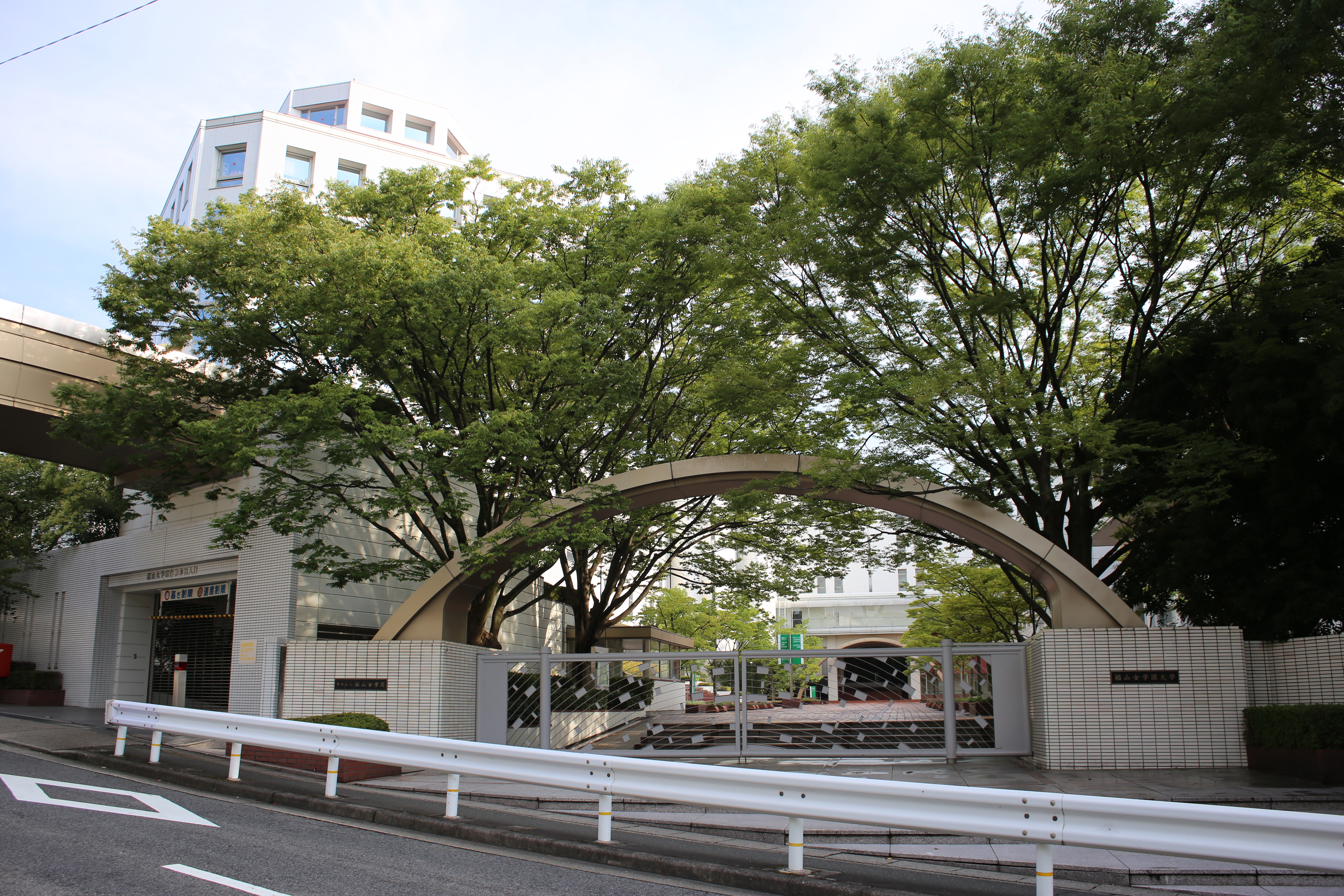
椙山女学園大学 星ヶ丘キャンパス
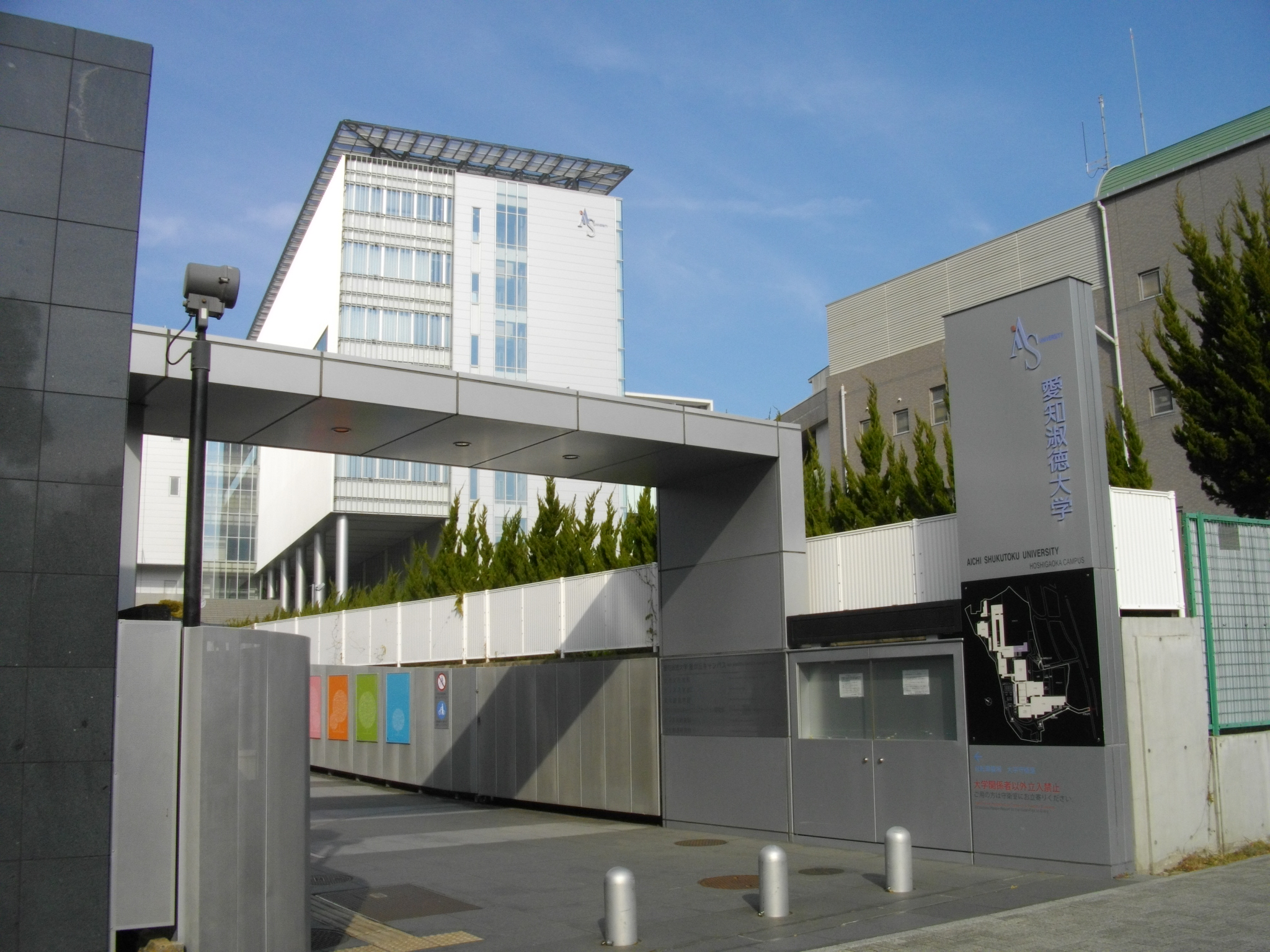
愛知淑徳大学 星が丘キャンパス
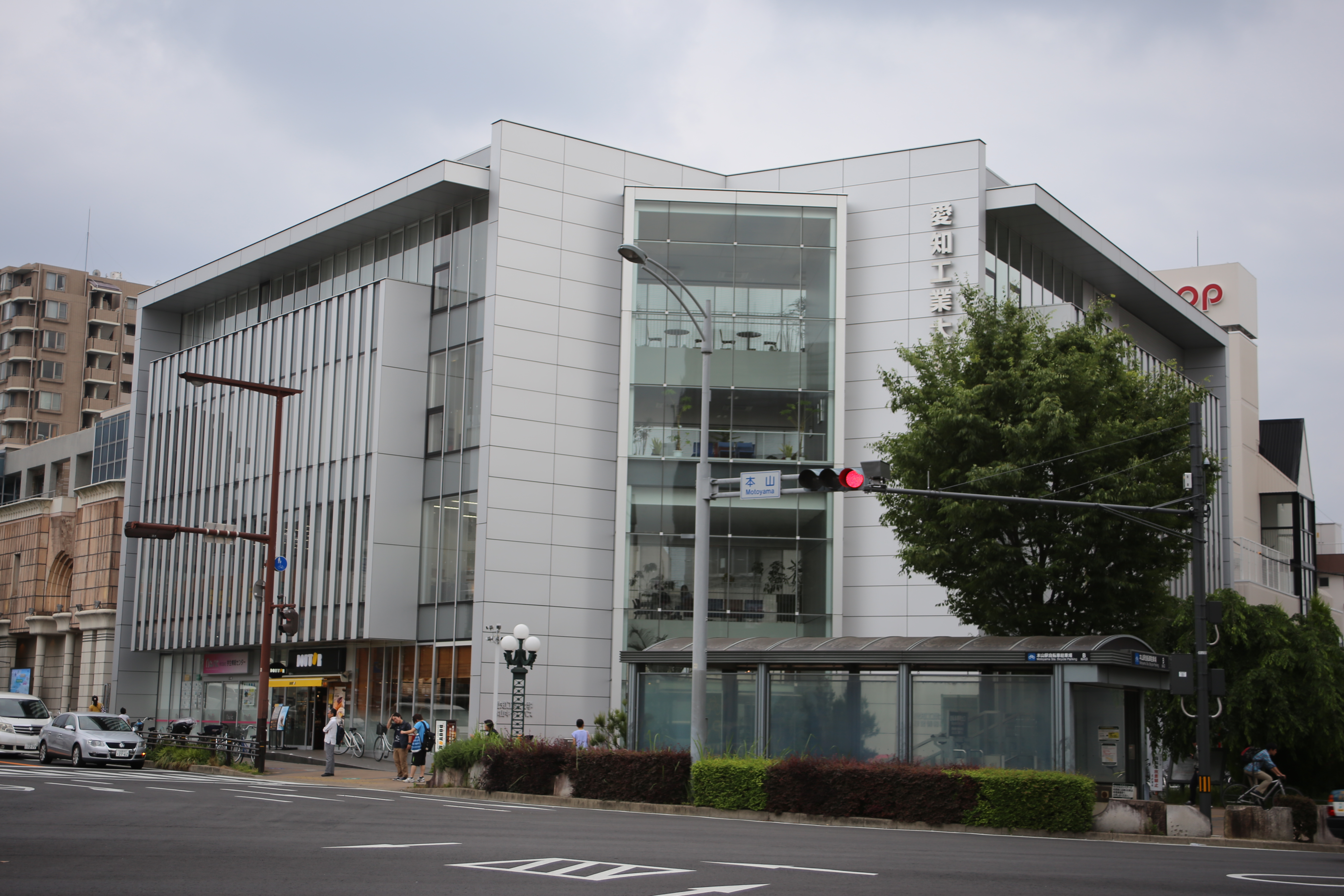
愛知工業大学 本山キャンパス

かつてあった短期大学
- 愛知淑徳短期大学
- 名古屋市立女子短期大学

### 専門学校
- あいち造形デザイン専門学校（今池）[WEB 1]
- アリアーレビューティー専門学校

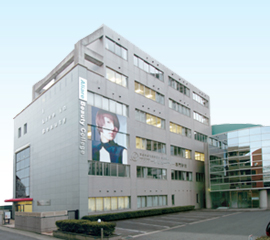
アリアーレビューティー専門学校

- 名古屋外語・ホテル・ブライダル専門学校（今池）[WEB 2]

### 高等学校
国立高等学校

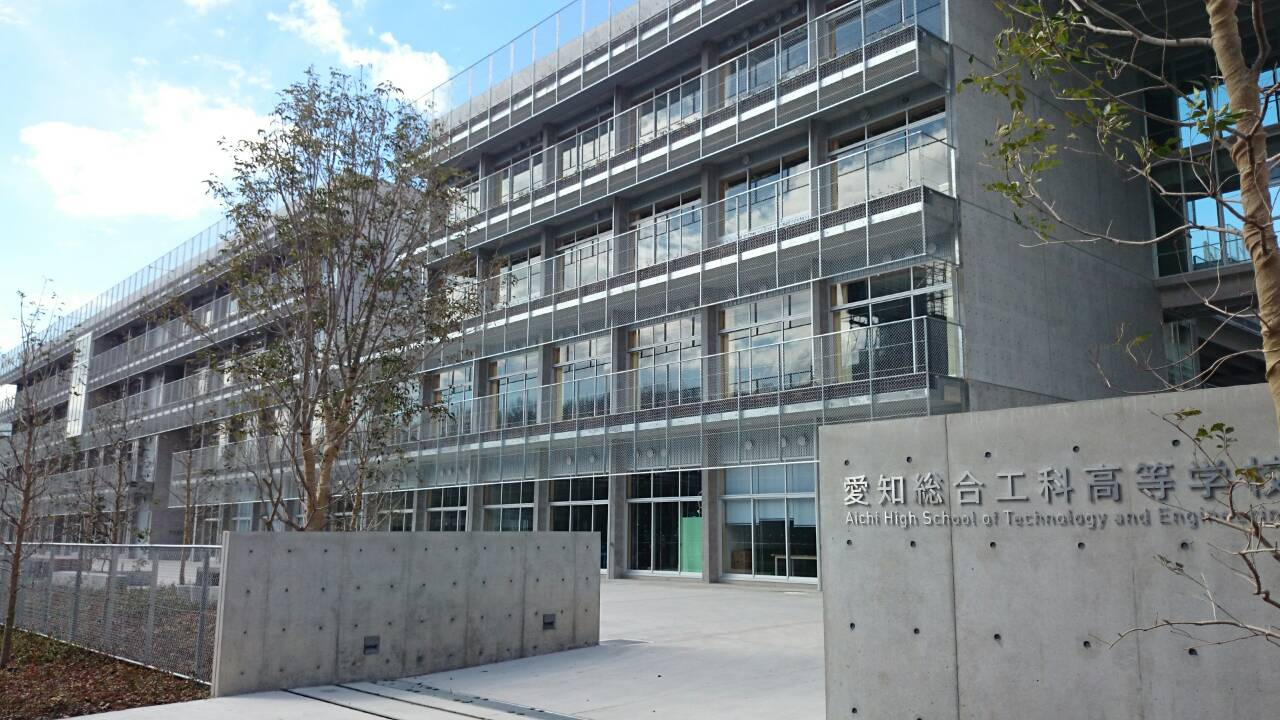
愛知県立愛知総合工科高等学校

- 名古屋大学教育学部附属高等学校※中学校も併設している。

県立
- 愛知県立愛知総合工科高等学校

市立
- 名古屋市立菊里高等学校
- 名古屋市立名古屋商業高等学校

私立
- 名古屋電気学園 愛知工業大学名電高等学校※中学校も併設している。
- 愛知淑徳学園 愛知淑徳高等学校※中学校も併設している。
- 愛知学院 愛知高等学校※中学校も併設している。
- 市邨学園 名古屋経済大学市邨高等学校※中学校も併設している。
- 椙山女学園 椙山女学園高等学校※中学校も併設している。

備考
名古屋市内に「千種高校（ちぐさこうこう）」という名前の学校があるが、千種区内ではなく名東区内にある。

### 中学校
国立
- 名古屋大学教育学部附属中学校

市立
- 名古屋市立今池中学校
- 名古屋市立城山中学校
- 名古屋市立振甫中学校
- 名古屋市立千種台中学校
- 名古屋市立若水中学校
- 名古屋市立千種中学校
- 名古屋市立東星中学校

私立
- 名古屋電気学園 愛知工業大学名電中学校
- 愛知淑徳学園 愛知淑徳中学校
- 愛知学院 愛知中学校
- 市邨学園 名古屋経済大学市邨中学校
- 椙山女学園 椙山女学園中学校

### 小学校
市立
- 名古屋市立内山小学校
- 名古屋市立春岡小学校
- 名古屋市立千種小学校
- 名古屋市立高見小学校
- 名古屋市立大和小学校
- 名古屋市立田代小学校
- 名古屋市立上野小学校
- 名古屋市立東山小学校
- 名古屋市立自由ケ丘小学校
- 名古屋市立千石小学校
- 名古屋市立富士見台小学校
- 名古屋市立星ヶ丘小学校
- 名古屋市立宮根小学校
- 名古屋市立千代田橋小学校
- 名古屋市立見付小学校

### 特別支援学校
県立
- 愛知県立名古屋盲学校
- 愛知県立名古屋聾学校
- 愛知県立千種聾学校

### その他の学校
- 星が丘自動車学校
- 曹洞宗高等尼学林

### 学会
- プラズマ・核融合学会

## 交通

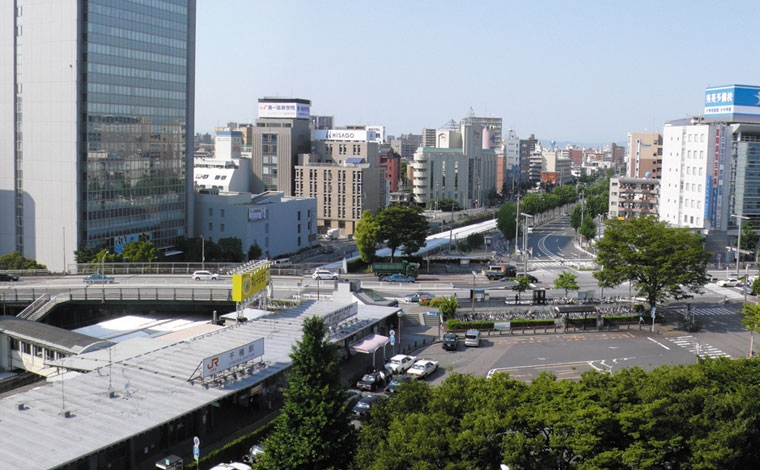
千種駅

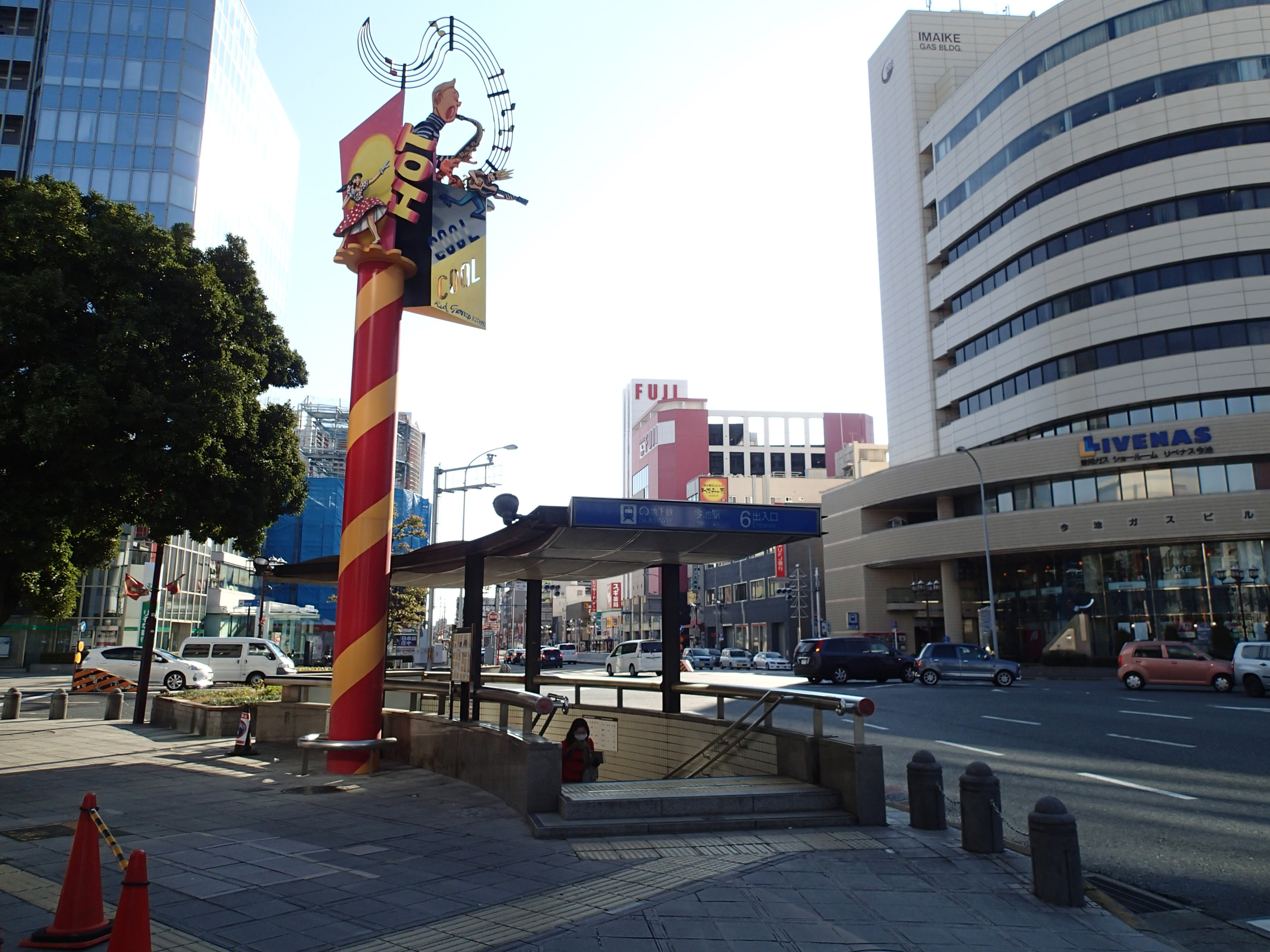
今池駅

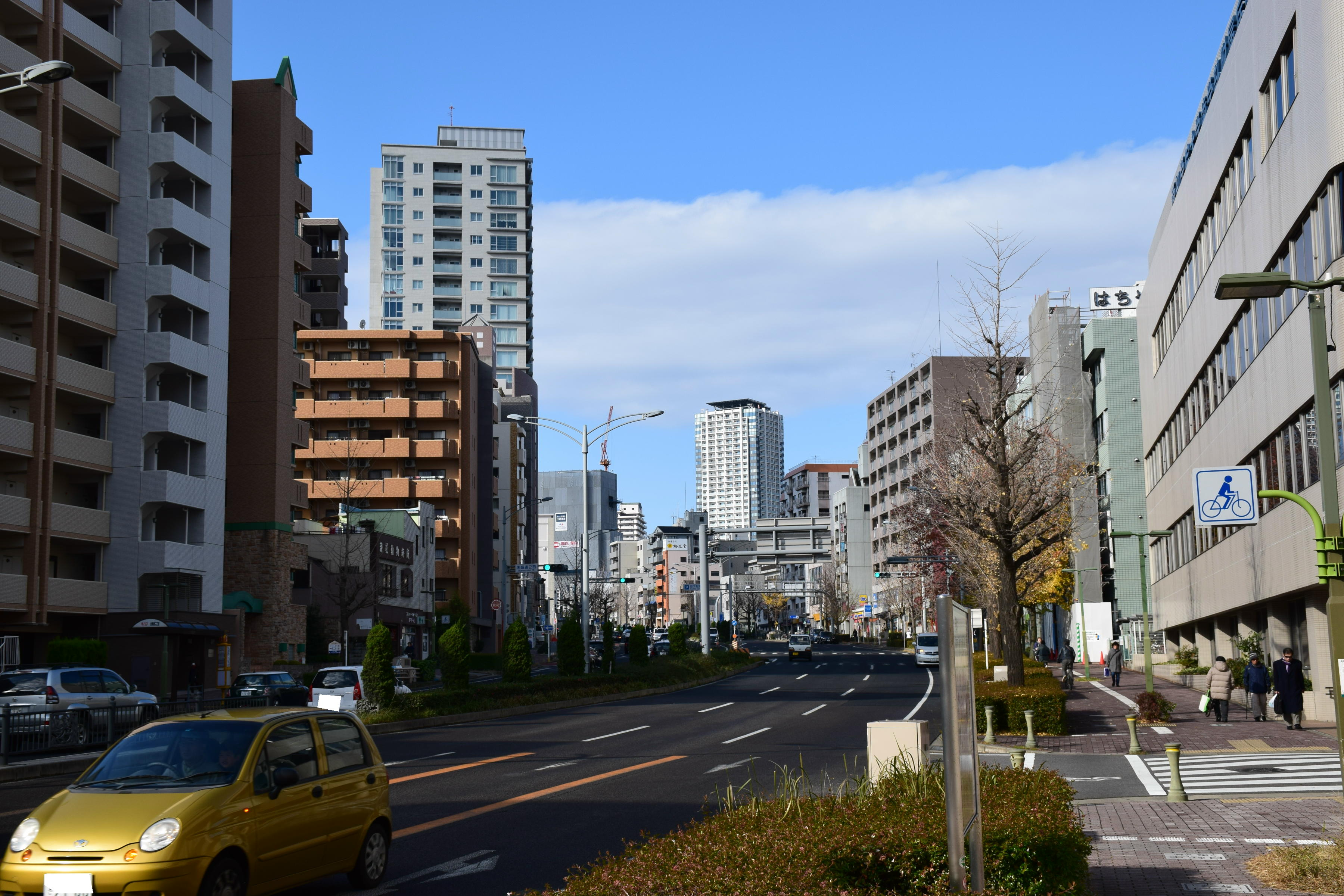
覚王山駅周辺

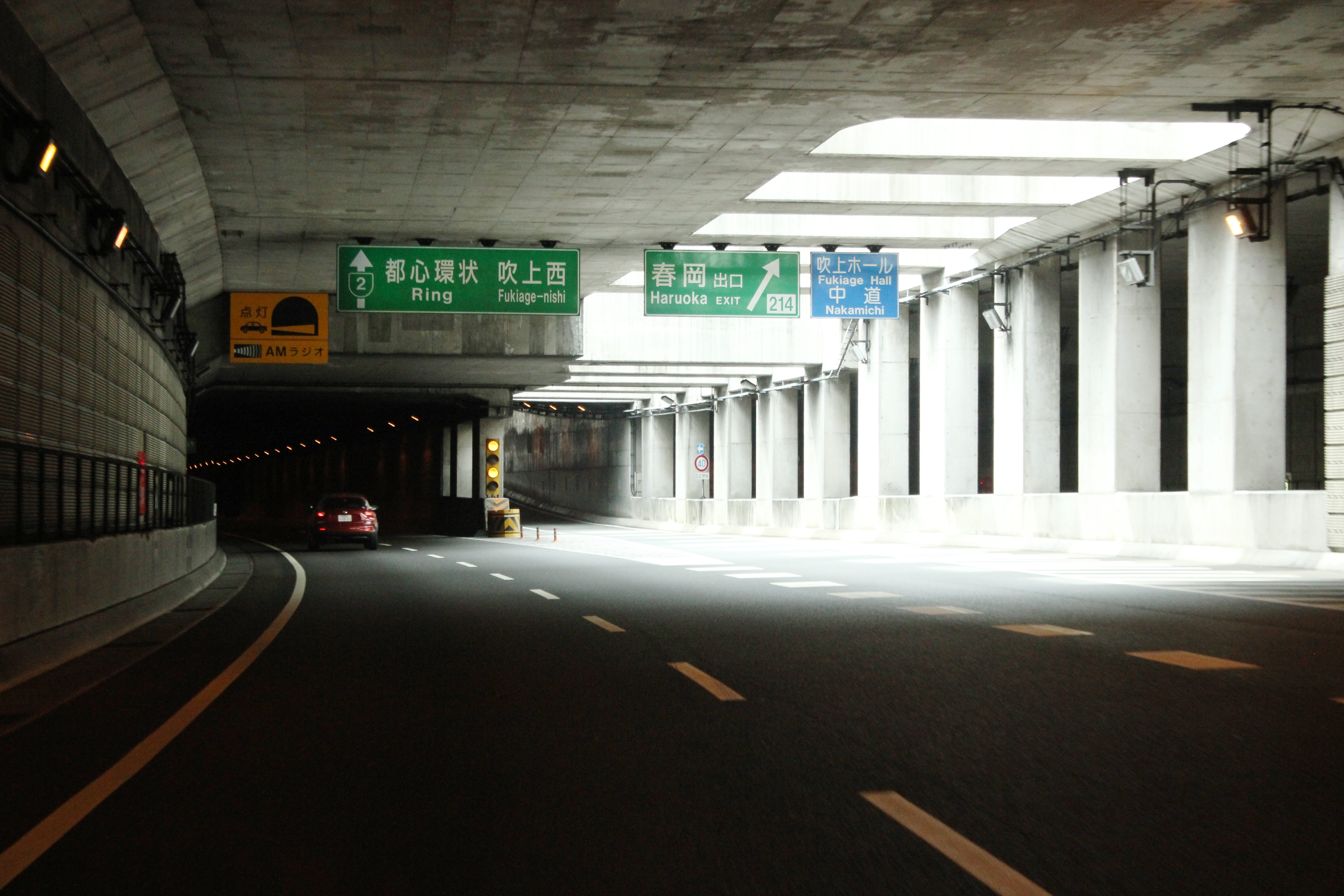
名古屋高速2号東山線春岡出入口

### 鉄道
東海旅客鉄道（JR東海）
■ 中央本線：（名古屋市中区）- 千種駅 -（名古屋市東区）
※地下鉄千種駅は、東区にある（JR千種駅と連絡）。
名古屋市交通局（名古屋市営地下鉄）
■ 東山線：（名古屋市東区）- 今池駅 - 池下駅 - 覚王山駅 - 本山駅 - 東山公園駅 - 星ヶ丘駅 -（名古屋市名東区）
■ 名城線：（名古屋市東区）- 茶屋ヶ坂駅 - 自由ヶ丘駅 - 本山駅 - 名古屋大学駅 -（名古屋市昭和区）
■ 桜通線：（名古屋市東区）- 今池駅 - 吹上駅 -（名古屋市昭和区）
※区役所は、東山線東山公園駅が最寄り。

### バス

#### 路線バス
- 名古屋市営バス
- 名鉄バス[注釈 4]
- ジェイアール東海バス[注釈 5]

バスターミナル
- 星ヶ丘バスターミナル
- 池下バスターミナル

交通広場
- 茶屋ヶ坂交通広場
- 自由ヶ丘交通広場

### 道路

#### 高速道路
- 名古屋高速道路
  - 2号東山線：- 吹上西出入口 - 吹上東出入口 - 春岡出入口 - 四谷出入口 -（東山トンネル）

#### 国道
- 国道153号（飯田街道）

#### 県道
主要地方道
- 名古屋市道名古屋環状線（環状線）
- 愛知県道30号関田名古屋線
- 愛知県道56号名古屋岡崎線（飯田街道）
- 名古屋市道都通布池線（桜通）
- 愛知県道60号名古屋長久手線 （広小路通、東山通）

一般県道
- 愛知県道215号田籾名古屋線（出来町通）
- 愛知県道217号岩藤名古屋線

#### 幹線道路の道路通称名
＜南北の道路＞
- 飯田街道
- 環状線
- 山手グリーンロード

＜東西の道路＞
- 出来町通
- 桜通
- 錦通
- 広小路通
- 東山通

## 観光

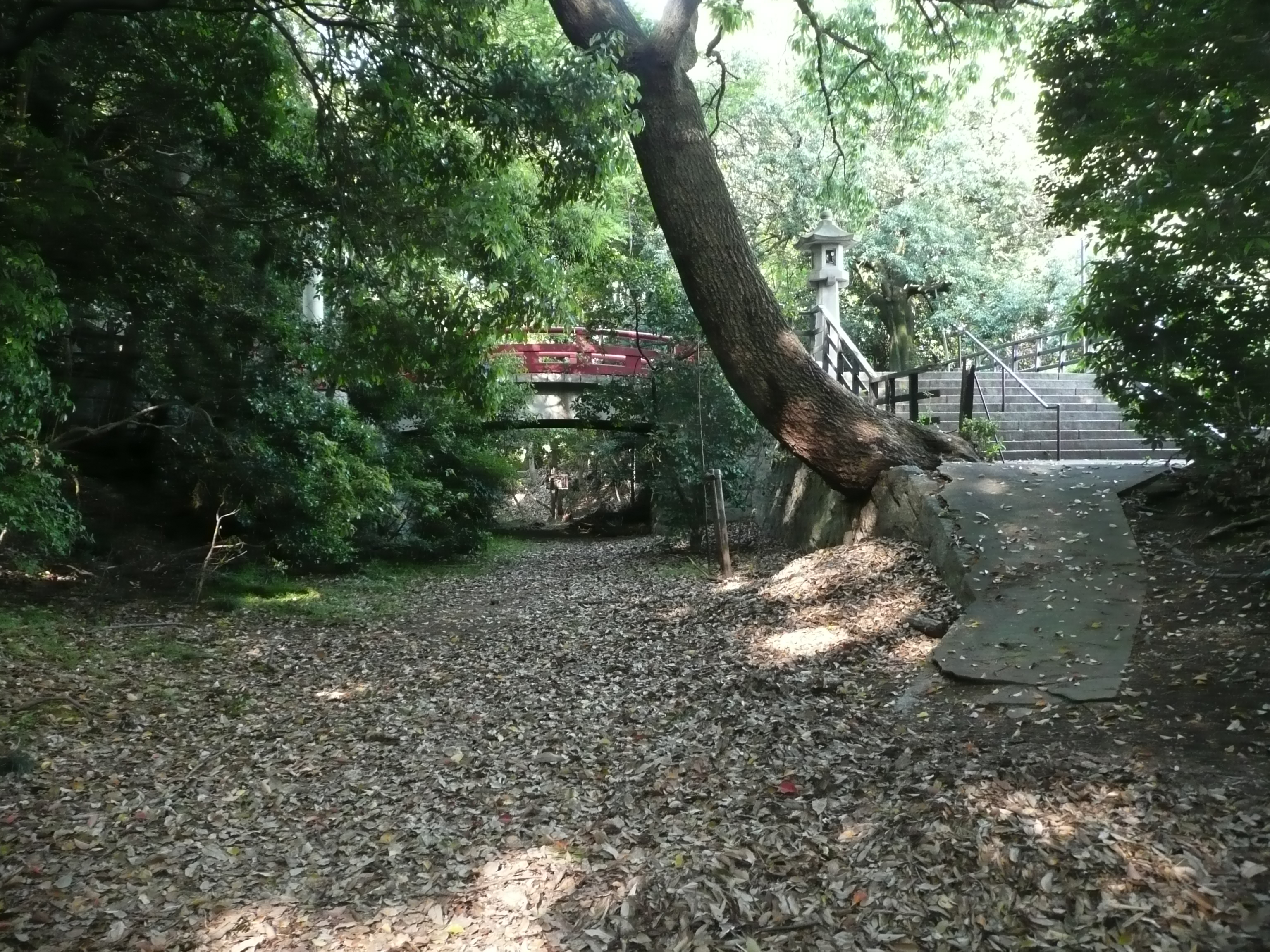
末森城

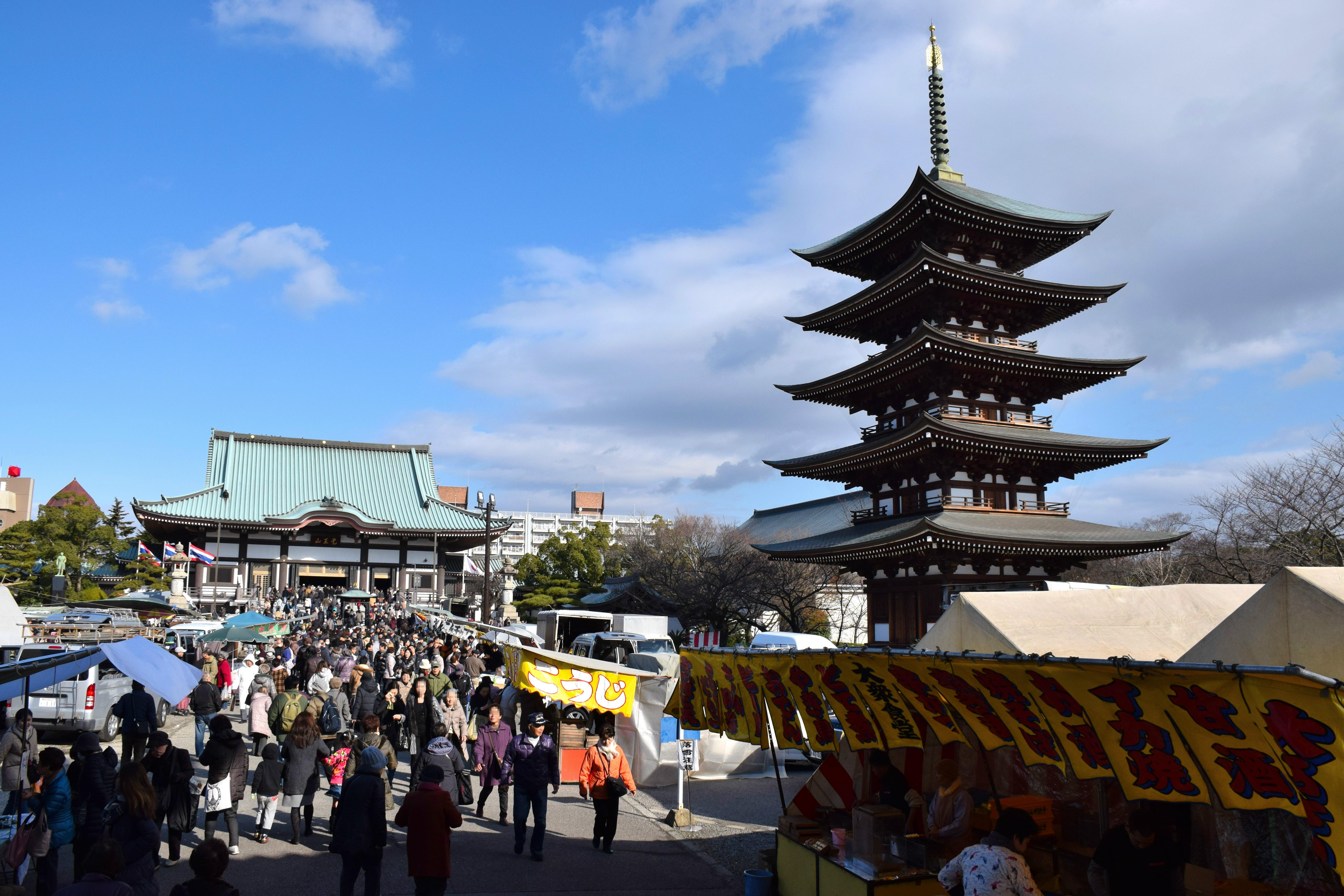
覚王山日泰寺

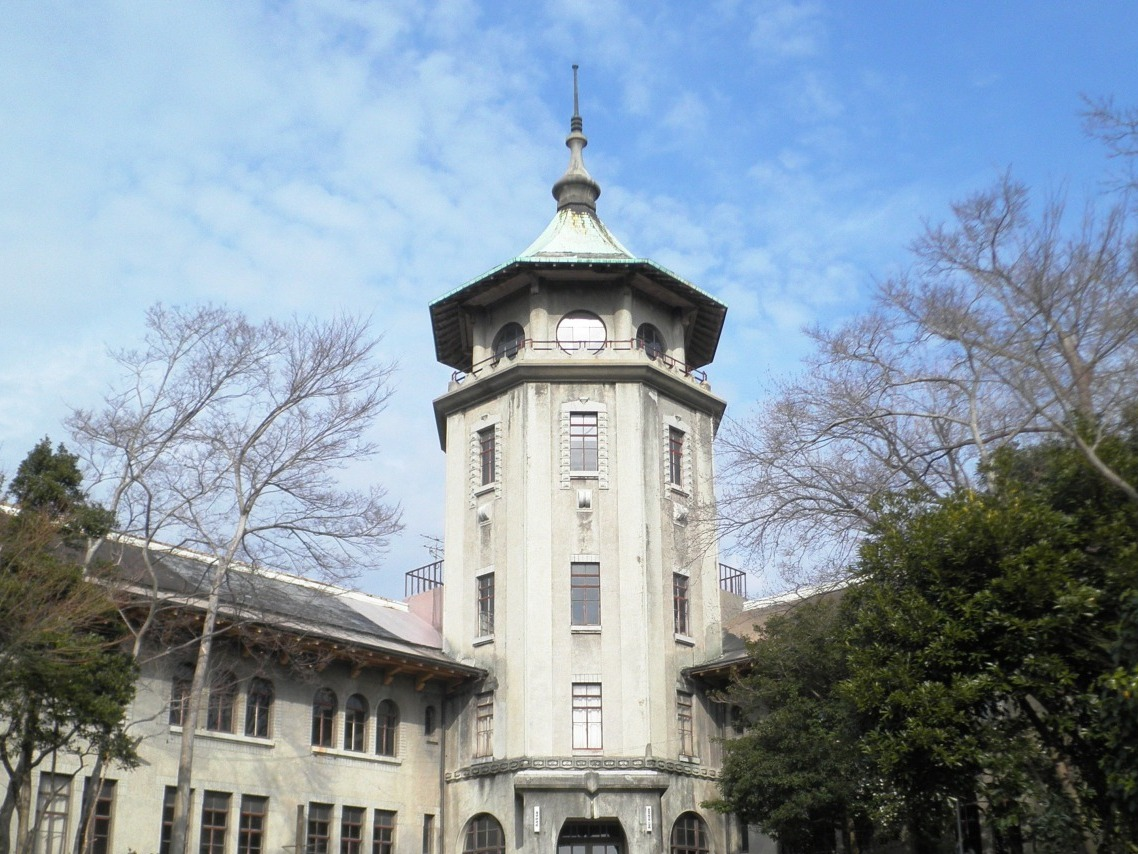
昭和塾堂

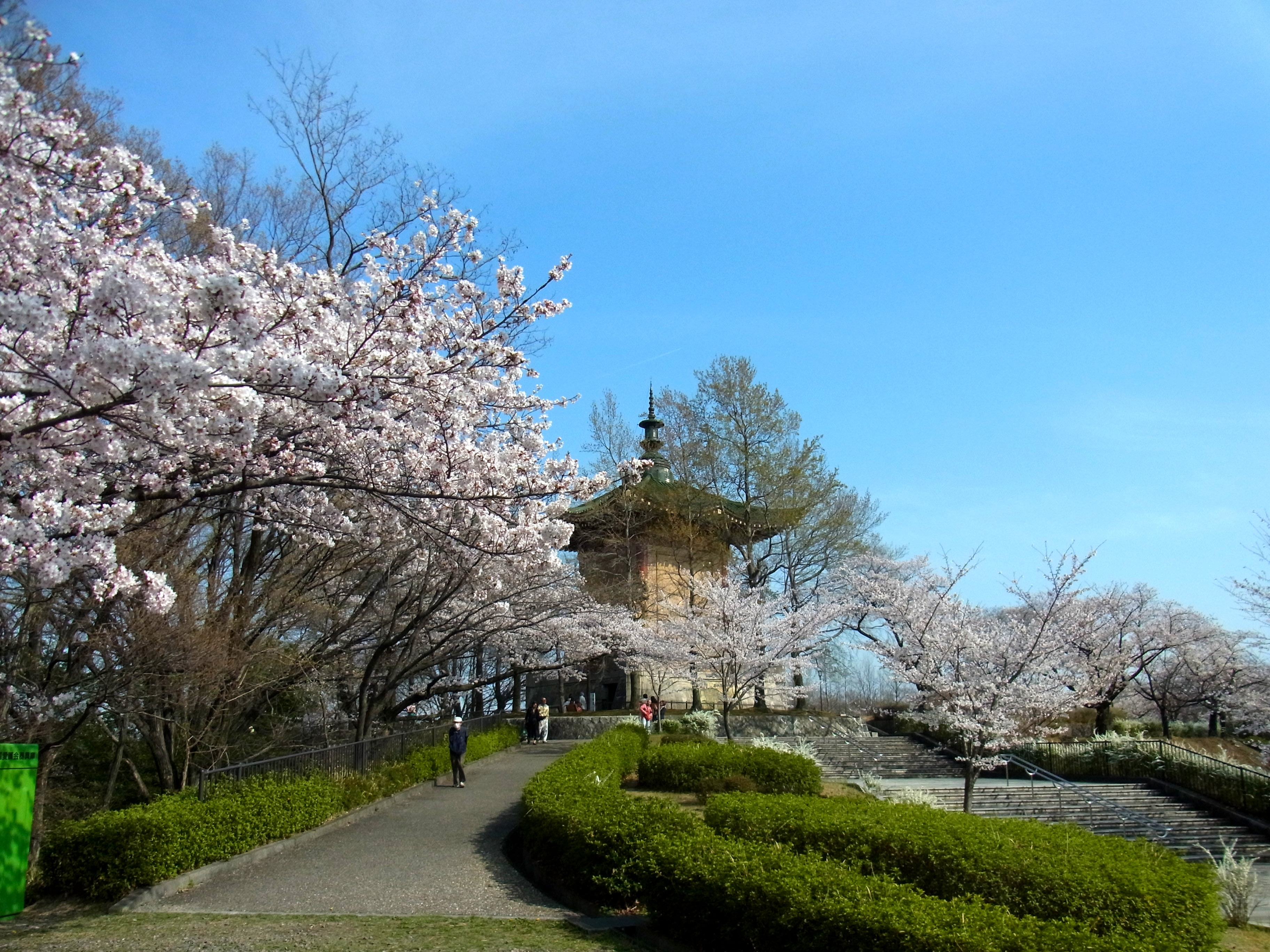
平和公園

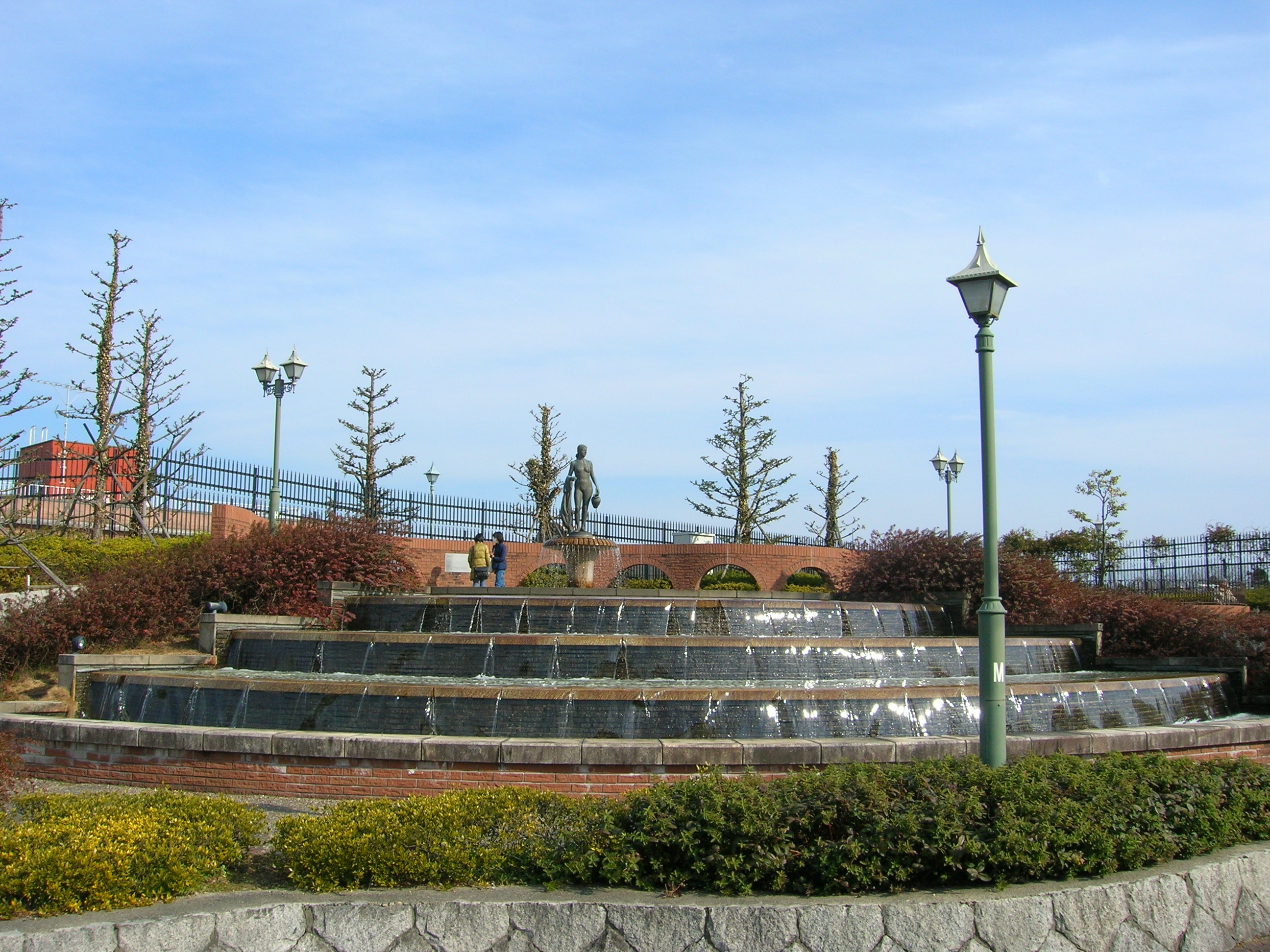
鍋屋上野浄水場
水道公園「水の丘」

### 名所・旧跡
主な城郭
- 上野城
- 末森城

主な寺院
- 性高院
- 相応寺
- 桃巌寺 - 名古屋大仏
- 日泰寺
- 永弘院
- 蓮勝寺

主な神社
- 上野天満宮
- 城山八幡宮
- 高牟神社
- 名古屋晴明神社
- 丸山神明社

その他
- 昭和塾堂
- 鍋屋上野浄水場

### 観光スポット
主な公園
- 東山公園
  - 東山動植物園
    - 世界のメダカ館

  - 東山スカイタワー
- 東山給水塔
- 平和公園
  - 平和公園アクアタワー
- 揚輝荘

博物館・美術館
- 愛知学院大学歯学部歯科資料展示室
- ギャラリー HAM
- 椙山歴史文化館
- 名古屋大学博物館
- 古川美術館
- 水の歴史資料館（月ヶ丘）[WEB 3]

音楽施設
- 今池音楽会館
  - 名古屋芸術音楽学院
  - 今池芸音劇場
  - キノシタホール
- 名古屋シネマテーク（映画館）
- ボトムライン名古屋（ライブハウス）
- カフェ・コンセール・エルム

その他の施設
- 星が丘テラス
- 星ヶ丘ボウル
- ナゴヤセントラルガーデン
  - ラ・ベットラ・ダ・オチアイナゴヤ[WEB 4]
  - 成城石井名古屋セントラルガーデン店[WEB 5]
  - メゾンカイザー名古屋セントラルガーデン店[WEB 6]
- 鍋屋上野浄水場
- アスティショッピングセンター
  - ヤマナカアスティ店
  - あかのれんアスティ店など23の専門店

スポーツ施設
- 千種スポーツセンター：Wリーグのトヨタ自動車アンテロープスが本拠地としている。

## 文化･名物

### スポーツ
スポーツチーム
| チーム                     | スポーツ         | リーグ                     | 本拠地               | 設立   |
| -------------------------- | ---------------- | -------------------------- | -------------------- | ------ |
| トヨタ自動車アンテロープス | バスケットボール | Wリーグ                    | 千種スポーツセンター | 1963年 |
| FC.SIRIUS尾張              | サッカー         | 西尾張社会人サッカーリーグ |                      | 2009年 |

## 出身・関連著名人
- 安藤正容（ギタリスト・作曲家、T-SQUAREのリーダー）[WEB 7]
- 江川達也（漫画家）[WEB 8]
- かわすみひろし（漫画家）[WEB 9]
- 木下富美子（元東京都議会議員）
- しまざき由理（歌手）
- 末永康仁（名古屋大学名誉教授）[WEB 10]
- 堤幸彦（演出家、映画監督）[WEB 11]
- 林修（予備校講師）[WEB 12]